# Liste der Baudenkmale in Celle-Historische Altstadt
Diese Liste der Baudenkmale in Celle-Historische Altstadt beinhaltet ausschließlich die Baudenkmale in der Historischen Altstadt der niedersächsischen Stadt Celle. Die Historische Altstadt von Celle ist von der Denkmalschutzbehörde als Ganzes zu einer Denkmalgruppe mit der ID 34352740 zusammengefasst und schließt alle circa 450 Denkmalobjekte ein, vom Celler Schloss (-park) über beiderseits Südwall, beiderseits Kleiner Plan, beiderseits Nordwall und südlich des Neumarkt einschließlich des Stadtgrabens und des Schlossgrabens.
Weitere Denkmalobjekte in Celle sind:
- Liste der Baudenkmale in Celle-Historische Altstadt Straßen A - K
- Liste der Baudenkmale in Celle-Historische Altstadt Straßen L - P
- Liste der Baudenkmale in Celle-Historische Altstadt Straßen Q - Z
- Liste der Baudenkmale in Celle-Altstadt und Blumlage
- Liste der Baudenkmale in Celle-Straßen A - K
- Liste der Baudenkmale in Celle-Straßen L - Z
- Liste der Baudenkmale in Celle-Außenbereiche

## Allgemein
In den Spalten befinden sich folgende Informationen:
- Lage: die Adresse des Baudenkmales und die geographischen Koordinaten. Kartenansicht, um Koordinaten zu setzen. In der Kartenansicht sind Baudenkmale ohne Koordinaten mit einem roten Marker dargestellt und können in der Karte gesetzt werden. Baudenkmale ohne Bild sind mit einem blauen Marker gekennzeichnet, Baudenkmale mit Bild mit einem grünen Marker.
- Bezeichnung: Bezeichnung des Baudenkmales
- Beschreibung: die Beschreibung des Baudenkmales. Unter § 3 Abs. 2 NDSchG werden Einzeldenkmale und unter § 3 Abs. 3 NDSchG Gruppen baulicher Anlagen und deren Bestandteile ausgewiesen.
- ID: die Objekt-ID des Baudenkmales
- Bild: ein Bild des Baudenkmales, ggf. zusätzlich mit einem Link zu weiteren Fotos des Baudenkmals im Medienarchiv Wikimedia Commons. Wenn man auf das Kamerasymbol klickt, können Fotos zu Baudenkmalen aus dieser Liste hochgeladen werden:

–––

## Liste der Denkmäler in der Historischen Altstadt von Celle
| Lage                                                           | Bezeichnung                                 | Beschreibung | ID       | Bild           |
| -------------------------------------------------------------- | ------------------------------------------- | --- | -------- | -------------- |
| Celle Altstadt 52° 37′ 27″ N, 10° 4′ 55″ O                     | Denkmalgruppe Historische Altstadt          | Altstadt von Celle | 34352740 |                |
| Celle Altstadt 52° 37′ 16″ N, 10° 4′ 46″ O                     | Stadtgraben                                 | Ringförmig um die Altstadt angelegtes Gewässer, westlich mit Anschluss an den Schlossgraben, nordwestlich mit Anschluss an die Aller und südöstlich mit Anschluss an den Magnusgraben. Mitte des 15. Jh. erstmals erwähnt, Anfang des 16. Jh. Verbreiterung im Zuge des Bastionsausbaus, Verengung auf die heutige Breite von 1 bis 4 m im Zuge der Entfestigung ab ca. 1770. Im Bereich Mühlenstraße/Neumarkt und zwischen „Im Kreise“ und Südwall verrohrt und überbaut. | 34377567 |                |
| Schlossplatz / Celle Schlossanlage 52° 37′ 26″ N, 10° 4′ 41″ O | Schloss Celle                               | Auch als Archäologisches Objekt im Denkmalatlas aufgenommen ID 45570156. Vierflügelige Anlage in Form eines unregelmäßigen viergeschossigen Rechtecks, erschlossen durch zwei Durchfahrten auf der Ostseite in einen Innenhof. Weiß geputzte Außen- und Innenhoffassaden mit terracottafarbener Betonung der Fenster und Portale. Markante Ausbildung der Gebäudeecken durch vier polygonale Ecktürme, drei davon mit Kupferkuppeln, einer mit Zeltdach. | 34376143 | Weitere Bilder |
| Schlossplatz / Celle Schlossanlage 52° 37′ 26″ N, 10° 4′ 42″ O | Schlosspark                                 | Landschaftlich-parkartig gestaltete Anlage mit „Schlossinsel“; entstanden Anfang des 19. Jahrhunderts nach der weitgehenden Beseitigung der Wälle und Bastionen sowie einiger Gebäude der Vorburg, gleichzeitig erhebliche Verkleinerung des Schlossgrabens. Prägend ist die Gestaltung mit Pflanzungen und Wegeführungen durch Christian Schaumburg 1827–31 und 1851–63. | 34377228 | Weitere Bilder |
| Schlossplatz / Celle Schlossanlage 52° 37′ 25″ N, 10° 4′ 39″ O | Schlossbrunnen                              | Im Südwesten des Schlosshofes gelegener Brunnen. Über abgedecktem, kreisrundem Brunnenschacht erhebt sich auf achteckigen treppenartig gestuften Sockel der ebenfalls achteckige Brunnenkörper. Dieser gestaltet mit acht Ecklisenen in Sandstein und dazwischen liegenden Reliefplatten mit Darstellungen von Wasserfabelwesen und Putten. Über dem Brunnen erhebt sich eine baldachinartige schmiedeeiserne Schmuckkonstruktion. Baudaten: Brunnenschacht wohl 15. Jh. (lt Angabe Staatshochbauamt Celle 1478; ohne Quelle), Reliefs 1622 – 1626, Brunnenneubau 1970/80 (SBA Celle). | 36788220 | BW             |
| Schlossplatz / Celle Schlossanlage 52° 37′ 26″ N, 10° 4′ 45″ O | Schlossgraben                               | Ringförmig um das Residenzschloss angelegter breiter Wassergraben. Die östliche äußere Uferbefestigung ist gegen den höher liegenden Schlossplatz durch eine aufragende Sandstein-Quadermauer eingefasst. Angelegt um 1850 im Rahmen der Neugestaltung des Schlossparks durch Franz Christian Schaumburg. | 34377258 |                |
| Schlossplatz / Celle Schlossanlage 52° 37′ 27″ N, 10° 4′ 45″ O | Schlossbrücke                               | In der östlichen Hauptzugangs-Achse zum Schloss; über den Schlossgraben führend, datiert auf 1830; Backsteinbogen-Brücke mit Stirnflächen aus Sandsteinquadern. Beidseitig ein schmiedeeisernes Geländer, auf den vier Brüstungspfeilern je ein Kandelaber aus den 1950er Jahren. | 34376206 |                |
| Schlossplatz / Celle Schlossanlage 52° 37′ 29″ N, 10° 4′ 35″ O | Stau (Stauwehr)                             | Auf der Nordseite des Schlossgrabens gelegene Stauanlage, die den Wasserstand des Schlossgrabens hält und einen Abfluss in den Mühlengraben der Ratsmühle hat. Ursprünglich erbaut 1789 (Inschriftentafel vorhanden), jetzige Anlage von 1957 (ebenfalls Inschriftentafel vorhanden). Sandsteinkonstruktion, zum Teil als behauenes Bossenmauerwerk (Auslaufbereich), zum Teil glattes Sandsteinmauerwerk (Einlauf vom Schlossgraben). Begrenzung durch schmiedeeisernes Geländer in geschweißter Konstruktion. | 36788160 | Weitere Bilder |
| Altencellertorstraße 1 52° 37′ 26″ N, 10° 5′ 12″ O             | Schützenmuseum                              | Es sind noch Reste der ehemaligen Stadtmauer bzw. eigentlich des befestigten Stadtwalls an der Rückseite des Gebäudes erhalten. Zweigeschossiger traufständiger Fachwerkbau auf Werksteinsockel unter Satteldach. Straßenfassade mit vier Fensterachsen, OG traufseitig vorkragend mit viertelrunden Füllhölzern, Werksteinsockel, Gewölbekeller. Außermittige zweiflügelige teilverglaste Eingangstür mit verglastem Oberlicht, hölzerner Rahmung mit Verdachung sowie drei vorgelegten Stufen im Straßenraum. An der Nordseite zweigeschossiger Verbindungsbau mit Buntglasfenstern zum ursprünglich eigenständigen, heute zugehörigen nördlichen Wohnhaus mit gleicher Adresse. 1625 als Wohnhaus errichtet, seit den 1980er Jahren Teil des Schützenmuseums. | 34368975 |                |
| Altencellertorstraße 1 52° 37′ 26″ N, 10° 5′ 12″ O             | Wohnhaus                                    | Zweigeschossiger, von der Straße zurückliegender traufständiger Fachwerkbau unter Satteldach mit Zwerchgaube in der östlichen Dachfläche. Obergeschossvorkragung an der Nordwestfassade sowie am östlichen Zwerchgiebel und traufseitiger Dachüberstand mit gerundeten Füllhölzern. Um 1600 stadtseitig auf der Stützmauer des Nordwalls errichtet, die als Erdgeschossmauer in der Ostfassade erhalten ist. Seit 1976 Nutzung durch das Schützenmuseum, in den 1980er Jahren in der Nutzung erweitert um das südwestliche Nachbargebäude an der Altencellertorstraße. | 36961515 | BW             |
| Altencellertorstraße 2 52° 37′ 26″ N, 10° 5′ 12″ O             | Wohn-/ Geschäftshaus                        | Dreigeschossiger traufständiger Fachwerkbau unter Satteldach mit großen Zwerchhäusern in beiden Dachflächen. Geschossweise traufseitige Vorkragungen. Straßenseitige Gebälkzonen verkleidet. Hofseitige Vorkragungen mit profilierten Balkenköpfen und Füllhölzern. Nach außen ansteigende Zweidrittelstreben an den Eckständern. Ladeluke mit Kranausleger im straßenseitigen Zwerchgiebel. Im Süden zweigeschossiger Anbau in Fachwerk unter Mansard-Walmdach. Um 1700 stadtseitig auf der Stützmauer des Nordwalls errichtet, die als Erdgeschossmauer in der Ostfassade erhalten ist. | 34362556 |                |
| Altencellertorstraße 8 52° 37′ 25″ N, 10° 5′ 12″ O             | Wohn-/ Geschäftshaus                        | Dreigeschossiger traufständiger Fachwerkbau mit Backsteinausfachung unter Satteldach. Geschossweise Vorkragungen, Gebälkzonen verkleidet, einzelne Fußwinkelhölzer und Doppelständer. Zweiflügelige Haustür an der Giebelseite. Teil eines Reihenhauses zusammen mit Nr. 9 und Kleiner Plan 1, ursprünglich als großes Einzelhaus an der südlichen Platzseite der Stechbahn (Stechbahn 12); bei der Translozierung 1885 teilweise verändert und in drei Nutzungseinheiten geteilt. | 34362607 |                |
| Altencellertorstraße 9 52° 37′ 25″ N, 10° 5′ 11″ O             | Wohn-/ Geschäftshaus                        | Dreigeschossiger traufständiger Fachwerkbau mit Backsteinausfachung unter Satteldach. Geschossweise Vorkragungen, Gebälkzonen verkleidet, einzelne Fußwinkelhölzer und Doppelständer. Zwei einflügelige teilverglaste Hauseingangstüren mit Oberlicht. Mittelteil eines Reihenhauses zusammen mit Nr. 8 und Kleiner Plan 1, ursprünglich als großes Einzelhaus an der südlichen Platzseite der Stechbahn (Stechbahn 12); bei der Translozierung 1885 teilweise verändert und in drei Nutzungseinheiten geteilt. | 34362633 |                |
| Am Heiligen Kreuz 52° 37′ 29″ N, 10° 5′ 7″ O                   | Brunnen                                     | Errichtet in den 1980er Jahren auf einem bei Straßenbauarbeiten entdeckten historischen Brunnenschacht. Das heutige Brunnenbecken bildete früher den unterirdischen Schacht eines Brunnens. Durch Aufsatz einer Wasserschale und mit Umgebungspflaster umgestaltet zu einem Fußgängerzonen-Brunnen. | 36987783 |                |
| Am Heiligen Kreuz 1 52° 37′ 32″ N, 10° 5′ 6″ O                 | Wohn-/ Geschäftshaus                        | Zweigeschossiger Fachwerkbau in Ecklage, giebelständig zur Straße Am Heiligen Kreuz, unter Satteldach in Ziegeldeckung. OG vorkragend, Giebeldreieck zweifach vorkragend, jeweils mit profilierten Balkenköpfen und gerundeten Füllhölzern. EG im 20. Jh. erneuert. Am Ostgiebel anschließender zweigeschossiger Flügelbau, ehemals Backhaus, mit massivem Erd- und Fachwerk-OG. Westgiebel wohl um 1700, Flügelanbau 19. Jh. | 34362659 |                |
| Am Heiligen Kreuz 2 52° 37′ 32″ N, 10° 5′ 6″ O                 | Wohn-/ Geschäftshaus                        | Zweigeschossiger giebelständiger Fachwerkbau mit Backsteinausfachung unter Satteldach. OG auskragend über profilierten Balkenköpfen und Füllhölzern. Außermittige Eingangstür mit Oberlicht. | 34362685 |                |
| Am Heiligen Kreuz 2 52° 37′ 32″ N, 10° 5′ 7″ O                 | Seitenflügel                                | Zweigeschossiger, giebelseitig an das Hauptgebäude angebauter Fachwerk-Flügelbau. OG hofseitig vorkragend, Fußstreben. Erhaltene historische Grundrissstruktur. | 36973138 | BW             |
| Am Heiligen Kreuz 3 52° 37′ 31″ N, 10° 5′ 6″ O                 | Wohn-/ Geschäftshaus                        | Zweigeschossiger giebelständiger Fachwerkbau mit Backsteinausfachung unter Satteldach. Straßengiebel dreifach vorkragend über profilierten Balkenköpfen und Füllhölzern. | 34362711 |                |
| Am Heiligen Kreuz 3 52° 37′ 32″ N, 10° 5′ 7″ O                 | Seitenflügel                                | Zweigeschossiger Flügelanbau zwischen dem rückseitigen Giebel des Haupthauses und dem zweiten Flügelanbau. Vermutlich ursprünglich Teil des bauzeitlichen Seitenflügels von 1645, hier mit jüngerer Überformung. | 36973193 | BW             |
| Am Heiligen Kreuz 3 52° 37′ 32″ N, 10° 5′ 7″ O                 | Seitenflügel                                | Zweigeschossiger Flügelbau in Fachwerk unter Satteldach, durch jüngeren Zwischenbau mit dem rückwärtigen Giebel des Haupthauses verbunden. OG hofseitig stark vorkragend über profilierten Balkenköpfen auf Knaggen und mit gerundeten Füllhölzern. Inschrift mit Datierung „ANNO 1645“ an der OG-Schwelle. | 36973222 | BW             |
| Am Heiligen Kreuz 4 52° 37′ 31″ N, 10° 5′ 6″ O                 | Wohn-/ Geschäftshaus                        | Zweigeschossiger giebelständiger Fachwerkbau mit Backsteinausfachung unter Satteldach. Straßenfassade dreifach vorkragend über profilierten Balkenköpfen und Füllhölzern. Nachträglich aufgemalte inschriftliche Datierung „um 1647“ nicht gesichert, vermutlich 18. Jh. | 34362738 |                |
| Am Heiligen Kreuz 5 52° 37′ 31″ N, 10° 5′ 7″ O                 | Wohn-/ Geschäftshaus                        | Traufständiges zweigeschossiges Fachwerkgebäude der Zeit um 1700; unter ziegelgedecktem Satteldach; straßenseitig mit vorgesetzter Backsteinfassade von 1884 (Architekt Philipp Biermann). Im Inneren großer mittelalterlicher Gewölbekeller erhalten. | 34362764 |                |
| Am Heiligen Kreuz 6 52° 37′ 31″ N, 10° 5′ 6″ O                 | Wohn-/ Geschäftshaus                        | Zweigeschossiger giebelständiger Fachwerkbau mit massiver Backsteinfassade. Obergeschoss traufseitig vorkragend. Giebel mit First- und Schulterstaffeln sowie Wetterfahne. Errichtet um 1680, Backsteinfassade 1884. | 34362790 |                |
| Am Heiligen Kreuz 7 52° 37′ 30″ N, 10° 5′ 7″ O                 | Wohn-/ Geschäftshaus                        | Zweigeschossiger giebelständiger Fachwerkbau unter Satteldach. Straßenfassade um 1880 massiv ersetzt, mit neugotischen Spitzbogenblenden und Giebel mit First- und Schulterstaffeln. | 34362816 | Weitere Bilder |
| Am Heiligen Kreuz 7 52° 37′ 31″ N, 10° 5′ 7″ O                 | Seitenflügel                                | Zweigeschossiger Flügelanbau am hofseitigen Giebel des Vorderhauses in Fachwerk unter Satteldach. OG hofseitig auskragend mit profilierten Balkenköpfen auf Zierknaggen und mit gerundeten Füllhölzern. Errichtet Mitte des 17. Jh. | 36973489 | BW             |
| Am Heiligen Kreuz 8 52° 37′ 30″ N, 10° 5′ 7″ O                 | Wohn-/ Geschäftshaus                        | Zweigeschossiger giebelständiger Fachwerkbau mit Backsteinausfachung unter Satteldach. Straßenfassade dreifach vorkragend über profilierten Balkenköpfen und Füllhölzern, Giebelknauf. Außermittiger Eingang mit barocker hölzerner Türrahmung und jüngerem festen Oberlicht. Zweigeschossiger bauzeitlicher Flügelanbau am rückseitigen Giebel des Haupthauses in Fachwerk unter Satteldach mit hofseitig vorkragendem OG. | 34362841 | Weitere Bilder |
| Am Heiligen Kreuz 8 52° 37′ 30″ N, 10° 5′ 8″ O                 | Seitenflügel                                | Zweigeschossiger Fachwerkbau unter Satteldach, mit größerer Breite an den Ostgiebel des älteren Seitenflügels angebaut. Errichtet erste Hälfte 19. Jh. | 36973560 | BW             |
| Am Heiligen Kreuz 9 52° 37′ 30″ N, 10° 5′ 7″ O                 | Wohn-/ Geschäftshaus                        | Zweigeschossiger traufständiger Fachwerkbau mit klassizistischer symmetrischer Putzfassade. Breites vierachsiges Zwerchhaus unter Satteldach. Horizontale Gliederung durch Putzgesimse. Mittige zweiflügelige Eingangstür mit Oberlicht und schmalen Seitenfenstern. Großer Gewölbekeller. Erbaut um 1750, Fassadengestaltung 1897. | 34362867 | Weitere Bilder |
| Am Heiligen Kreuz 9 52° 37′ 30″ N, 10° 5′ 8″ O                 | Seitenflügel                                | Zweigeschossiger Fachwerkbau mit Backsteinausfachung; unter Satteldach in Ziegeldeckung; mit dem Giebel an westliche Traufseite des Vorderhauses anschließend. OG hofseitig vorkragend über profilierten Knaggen. Inschriftliche Datierung 1530. | 36973619 | BW             |
| Am Heiligen Kreuz 11 52° 37′ 28″ N, 10° 5′ 9″ O                | Wohn-/ Geschäftshaus                        | Zweigeschossiger, giebelständiger Fachwerkbau mit Backsteinausfachung; unter ziegelgedecktem Satteldach. Straßenfassade zweifach vorkragend mit profilierten Füllhölzern. Ladekran in der Giebelspitze. Seit Fassadenumbau 1937 ohne straßenseitige Erschließung. Heute Teil des benachbarten Kaufhauses. | 34362924 |                |
| Am Heiligen Kreuz 12 52° 37′ 28″ N, 10° 5′ 9″ O                | Wohn-/ Geschäftshaus                        | Zweigeschossiger, giebelständiger Fachwerkbau unter Satteldach. Gebälkzone durch profilierte Bohlen verkleidet. Errichtet um 1800, 1938 teilweise, seit Umbau 1982 innen vollständig mit Nachbarhaus Nummer 13 zusammengelegt. | 34362949 |                |
| Am Heiligen Kreuz 13 52° 37′ 28″ N, 10° 5′ 10″ O               | Wohn-/ Geschäftshaus                        | Zweigeschossiger, giebelständiger Fachwerkbau unter Satteldach. Straßenseitiger Giebel dreifach vorkragend. Errichtet wohl in der zweiten Hälfte des 17. Jh., 1938 teilweise, seit Umbau 1982 innen vollständig mit Nachbarhaus Nummer 12 zusammengelegt. | 34362974 |                |
| Am Heiligen Kreuz 14 52° 37′ 28″ N, 10° 5′ 10″ O               | Wohn-/ Geschäftshaus                        | Zweigeschossiger, giebelständiger Fachwerkbau mit drei Fensterachsen unter Satteldach in Ziegeldeckung. Errichtet im 18. Jh., Straßenfassade 1895 massiv in Sichtbackstein ersetzt, heute weiß gestrichen. Segmentbogige Fensteröffnungen. | 34362999 |                |
| Am Heiligen Kreuz 16 52° 37′ 27″ N, 10° 5′ 11″ O               | Wohn-/ Geschäftshaus                        | Zweigeschossiger, giebelständiger Fachwerkbau unter Satteldach. Straßenfassade zweifach vorkragend, obere Gebälkzone durch profilierte Hölzer verkleidet; OG-Auskragung über profilierten Balkenköpfen mit gerundeten Füllhölzern. Fachwerk in großen Teilen erneuert, keine Streben. Zeitgleich errichteter rückwärtiger zweigeschossiger Flügelanbau in Fachwerk und unter Satteldach. OG hofseitig auskragend über profilierten Balkenköpfen mit gerundeten Füllhölzern. | 34363052 | Weitere Bilder |
| Am Heiligen Kreuz 17 52° 37′ 27″ N, 10° 5′ 11″ O               | Wohn-/ Geschäftshaus                        | Spätgotischer zweigeschossiger Fachwerkbau unter Satteldach in städtebaulich bedeutsamer Ecklage, giebelständig zur Straße Am Heiligen Kreuz, Rückgiebel zum Nordwall. Giebel vierfach vorkragend, zweiachsiger außermittiger Erker mit Pultdach. Fachwerk im EG mit Fußstreben, OG traufseitig vorkragend, Knaggen mit Taustab und Wulst, Fußwinkelhölzer. Im nördlichen Drittel erhöhter Natursteinsockel, sonst Sockel in Backstein. Errichtet laut Inschrift 1534. | 34363077 |                |
| Am Heiligen Kreuz 17 52° 37′ 27″ N, 10° 5′ 11″ O               | Seitenflügel                                | Zweigeschossiger Flügelanbau in Fachwerk unter Satteldach, an den nordöstlichen Giebel des Vorderhauses anschließend. OG hofseitig vorkragend; Nordostgiebel zweifach vorkragend. Kräftige Hölzer und profilierte Balkenköpfe, gerundete Füllhölzer. Halbhohe Streben im EG, Fußstreben im OG, gebundenes System. Keller mit Flachdecke. Vermutlich im Kern aus der Bauzeit des Vorderhauses 1534, mit jüngeren Veränderungen. | 36965678 | BW             |
| Am Heiligen Kreuz 18 52° 37′ 27″ N, 10° 5′ 10″ O               | Wohn-/ Geschäftshaus                        | Aus zwei miteinander verbundenen traufständigen Einzelgebäuden bestehender Fachwerkbau. Südlicher Gebäudeteil dreigeschossig, drei Fensterachsen, schmuckloses Fachwerk, geringe OG-Vorkragung mit profilierter Brettverkleidung. Satteldach. Im Kern wohl aus der ersten Hälfte des 17. Jh., im 18. Jh. weitgehend erneuert und vereinfacht. Nördlicher Teil zweigeschossig, sechs Fach breit, OG-Vorkragung über profilierten Balkenköpfen und mit viertelrunden Füllhölzern. Satteldach mit Schleppgaube. Große miteinander verbundene Gewölbekeller unter beiden Gebäudeteilen. | 34363104 |                |
| Am Heiligen Kreuz 19 52° 37′ 27″ N, 10° 5′ 9″ O                | Wohn-/ Geschäftshaus                        | Zweigeschossiger, giebelständiger Fachwerkbau unter Satteldach. Straßenfassade mit geringen Vorkragungen, die durch profilierte Bohlen verkleidet sind. Fachwerk mit Doppelständern, im Giebeldreieck schlicht und ohne Aussteifungen. Kurzer zweigeschossiger rückwärtiger Flügelanbau in Fachwerk unter Satteldach, mit weit auskragendem OG auf profilierten Knaggen. Dort inschriftliche Datierung 1637 an der OG-Schwelle. Straßengiebel vermutlich im 18. Jh. verändert. | 34363129 |                |
| Am Heiligen Kreuz 20 52° 37′ 27″ N, 10° 5′ 9″ O                | Wohnhaus                                    | Zweigeschossiger, giebelständiger Fachwerkbau unter Satteldach in Ziegeldeckung. Straßenfassade vier Fach breit, Fachwerk mit kräftigen Ständern, Fußwinkelhölzern und einzelnen Fußstreben. Vier Vorkragungen, die untere mit profilierten Knaggen und viertelrunden Füllhölzern; obere Vorkragungen mit profilierten Füllhölzern. Errichtet um 1620. Fassade im EG verändert. 1906 Verlegung des Treppenhauses und des Hauseinganges. |          |                |
| Am Heiligen Kreuz 20 52° 37′ 27″ N, 10° 5′ 9″ O                | Seitenflügel                                | Zweigeschossiger Fachwerkbau unter Satteldach, an den hofseitigen Giebel des Vorderhauses anschließend. Traufseitiger Dachüberstand auf profilierten Knaggen, wohl 16. Jh. | 35772821 | BW             |
| Am Heiligen Kreuz 21 52° 37′ 27″ N, 10° 5′ 9″ O                | Wohnhaus                                    | Dreigeschossiger, traufständiger Fachwerkbau unter Satteldach. Fassade zweifach stark vorkragend über profilierten Balkenköpfen und Füllhölzern, über dem EG zusätzlich mit Knaggen. Errichtet laut Inschrift 1602. Ursprünglich zweigeschossig mit später zu einem zusätzlichen Vollgeschoss verbreitertem Zwerchhaus. | 34363179 |                |
| Am Heiligen Kreuz 21 52° 37′ 27″ N, 10° 5′ 8″ O                | Seitenflügel                                | | 36161929 | BW             |
| Am Heiligen Kreuz 21 52° 37′ 27″ N, 10° 5′ 8″ O                | Hintergebäude                               | | 36162001 | BW             |
| Am Heiligen Kreuz 21 52° 37′ 27″ N, 10° 5′ 8″ O                | Stall                                       | Nicht mit dem Vorderhaus verbundener zweigeschossiger Fachwerkbau unter Flachdach. In einem Grundstückszwickel an mehrere Nebengebäude anderer Grundstücke angebaut. 1905 als Pferdestall errichtet, durch Einbau diverser Fenster verändert. | 36162045 | BW             |
| Am Heiligen Kreuz 22 52° 37′ 28″ N, 10° 5′ 8″ O                | Wohnhaus                                    | Dreigeschossiger, traufständiger Fachwerkbau unter Satteldach. Straßenfassade zweifach vorkragend mit profilierten Balkenköpfen und viertelrunden Füllhölzern; einzelne Knaggen erhalten. Inschrift mit Datierung „ANNO 1622“ an OG-Schwelle. Zur Hofseite vor 1898 durch rechtwinklig anschließenden zweigeschossigen Fachwerkbau in gleicher Breite erweitert. | 34363209 |                |
| Am Heiligen Kreuz 23 52° 37′ 28″ N, 10° 5′ 8″ O                | Wohnhaus                                    | Zweigeschossiger giebelständiger Fachwerkbau unter Satteldach. Straßenfassade dreifach vorkragend mit profilierten Balkenköpfen und Füllhölzern. Eckständer mit Schuppenornament. Ladeluke im Giebeldreieck. Inschrift auf OG- und DG-Schwelle. Errichtet wohl um 1700. EG mit zurückgesetztem Eingang und Schaufenstern im späten 19. Jh. verändert. Barocke zweiflügelige Haustür. | 34363235 |                |
| Am Heiligen Kreuz 24 52° 37′ 28″ N, 10° 5′ 8″ O                | Wohnhaus                                    | Zweigeschossiger, giebelständiger Fachwerkbau unter Satteldach in Ziegeldeckung. Straßenfassade dreifach vorkragend über profilierten Balkenköpfen. Füllhölzer unter Kehlbalkenschwelle mit kräftigem Zahnschnitt, die übrigen mit Längsprofil. Ursprünglich Ladeluke im DG. Inschrift an der DG-Schwelle mit Datierung „ANNO 1599“. OG-Fachwerk verändert, EG-Fassade 1954 erneuert. | 34363261 |                |
| Am Heiligen Kreuz 25 52° 37′ 28″ N, 10° 5′ 7″ O                | Wohnhaus                                    | Zweigeschossiger, giebelständiger Fachwerkbau unter Satteldach. Straßenfassade vierfach vorkragend, Vorkragungen aufwändig verziert mit Schmuckformen der Renaissance. Ladeluke im zweiten DG erhalten. Fassade 1606 errichtet, möglicherweise älterer Kernbau des 16. Jh. Fassade im OG barock, im EG mehrfach, zuletzt 1950 verändert. | 34363286 |                |
| Am Heiligen Kreuz 25 52° 37′ 28″ N, 10° 5′ 7″ O                | Seitenflügel                                | Zweigeschossiger Flügelbau, ursprünglich in Fachwerk, EG massiv ersetzt. Satteldach mit Zwerchhaus nicht erhalten. Hoffassade zweifach vorkragend über profilierten Balkenköpfen und gerundeten Füllhölzern. Errichtet wohl zusammen mit dem Vorderhaus erste Hälfte 17. Jh. | 35772859 | BW             |
| Am Heiligen Kreuz 25 52° 37′ 27″ N, 10° 5′ 7″ O                | Hinterhaus                                  | Zweigeschossiger Fachwerkbau unter pfannengedecktem Satteldach. Regelmäßiges Fachwerkgerüst mit Streben und ohne Vorkragungen. | 35772879 | BW             |
| Am Heiligen Kreuz 26 52° 37′ 28″ N, 10° 5′ 7″ O                | Wohn-/ Geschäftshaus                        | Zweigeschossiger giebelständiger Fachwerkbau unter Satteldach mit traufständiger westlicher Erweiterung und rückwärtigem Flügelbau. Straßengiebel dreifach stark vorkragend auf Knaggen mit Rundstabprofil; Schwellen mit Treppenfries. Ladeöffnungen im OG- und DG. Inschriftliche Datierung „ano dm m ccccc xxvi iar“ (1526) in gotischer Minuskel an der OG-Schwelle. Hoffassade des Flügelanbaus in entsprechender Gestaltung. Traufständiger Anbau schlichter, mit Obergeschoss-Vorkragung auf Knaggen und unter Satteldach. Inschrift mit Datierung „ANNO 1634“ an der OG-Schwelle. | 34363313 |                |
| Am Heiligen Kreuz 26 52° 37′ 28″ N, 10° 5′ 7″ O                | Seitenflügel                                | Zweigeschossiger Bau in Verlängerung des Flügelanbaus von 1526, mit massivem Erd- und hofseitig auskragendem Fachwerk-OG. Heute durch überdachte Hoffläche in Ladengeschäft integriert. | 36956685 | BW             |
| Am Heiligen Kreuz 27 52° 37′ 30″ N, 10° 5′ 6″ O                | Wohnhaus                                    | Zweigeschossiger, traufständiger Fachwerkbau unter Satteldach mit zwei erneuerten Zwerchhäusern. Bis 1984 ein mittiges Zwerchhaus mit Ladeluke und inschriftlicher Datierung (1632). Vermutlich in zwei Bauphasen oder aus zwei Einzelbauten entstanden. | 34363369 |                |
| Am Heiligen Kreuz 28 52° 37′ 30″ N, 10° 5′ 6″ O                | Wohnhaus                                    | Zweigeschossiger traufständiger Fachwerkbau unter Satteldach mit zweiachsigem Zwerchhaus mittig in der straßenseitigen Dachfläche. Fassade einschließlich Zwerchhaus dreifach vorkragend mit unterschiedlich verzierten Füllhölzern. Inschrift an der OG-Schwelle. Geschnitzte inschriftliche Datierung verwittert oder abgeschlagen, durch Farbfassung mehrfach verändert: 1620/1631. | 34363421 |                |
| Am Heiligen Kreuz 29 52° 37′ 30″ N, 10° 5′ 6″ O                | Wohn-/Geschäftshaus                         | Zweigeschossiger traufständiger Fachwerkbau unter Satteldach mit zwei Schleppgauben. Fassade drei Gefache breit, OG und Traufe vorkragend über verzierten Balkenköpfen und profilierten Füllhölzern. Unter Traufe ungewöhnlich mächtige Schwelle, eventuell ursprünglich giebelständig. EG verändert. Inschrift in OG-Schwelle. | 34363447 |                |
| Am Heiligen Kreuz 29 52° 37′ 30″ N, 10° 5′ 5″ O                | Seitenflügel                                | Dreigeschossiger Fachwerkbau unter Satteldach, als Flügelanbau an die Westseite des Vorderhauses anschließend. Hoffassade zweifach auskragend, nachträglich aufgestockt. | 35804521 | BW             |
| Am Heiligen Kreuz 30 52° 37′ 31″ N, 10° 5′ 6″ O                | Wohnhaus                                    | Zweigeschossiger Fachwerkbau unter Satteldach in Ecklage. Giebelseite zur Straße Am Heiligen Kreuz dreifach vorkragend über geschnitzten Balkenköpfen und profilierten Füllhölzern. OG traufseitig zur Neuen Straße vorkragend. Aufwändig verzierter Eckständer. Sehr hohe Schwelle mit umlaufendem Spruchband und inschriftlicher Datierung „ANNO DOMINE 1617“. | 34363473 |                |
| Am Heiligen Kreuz 31 52° 37′ 31″ N, 10° 5′ 5″ O                | Wohnhaus                                    | Zweigeschossiger traufständiger Fachwerkbau unter Satteldach mit hohem zweiachsigen Zwerchhaus. Straßenfassade drei Fach breit, einschließlich Zwerchhaus dreifach vorkragend über geschnitzten Balkenköpfen und gerundeten Füllhölzern. Errichtet um 1620, um 1900 umgebaut. | 34363499 |                |
| Am Heiligen Kreuz 32 52° 37′ 31″ N, 10° 5′ 5″ O                | Wohnhaus                                    | Zweigeschossiger traufständiger Fachwerkbau unter Satteldach mit breitem außermittigem Zwerchhaus. Straßenfassade acht Gefache lang, einschließlich Zwerchhaus dreifach vorkragend über geschnitzten Balkenköpfen und gerundeten Füllhölzern. Obergeschoss-Schwelle mit Inschrift und Datierung „1610“. Weitere Inschrift an der Zwerchhaus-Schwelle. | 34363528 |                |
| Am Heiligen Kreuz 32 52° 37′ 31″ N, 10° 5′ 5″ O                | Nebengebäude                                | Eingeschossiger traufständiger Fachwerkbau unter Satteldach. Schleppgaube mit Ladeluke. Errichtet um 1900 als Schmiedewerkstatt. | 35805887 |                |
| Am Heiligen Kreuz 33 52° 37′ 32″ N, 10° 5′ 5″ O                | Wohnhaus                                    | Zweigeschossiger Fachwerkbau unter Satteldach in Ecklage, giebelständig zur Schuhstraße. Giebel dreifach, Traufseite einfach vorkragend über geschnitzten Balkenköpfen und gerundeten Füllhölzern. Nachträgliches Zwerchhaus. Inschrift giebelseitig an DGs-Schwelle sowie traufseitig an OG-Schwelle, hier mit Datierung „1687“. | 34363554 |                |
| An der Stadtkirche 52° 37′ 28″ N, 10° 4′ 51″ O                 | Stadtkirche St. Marien                      | Dreischiffige massive Hallenkirche unter ziegelgedecktem Satteldach, mit polygonal geschlossenem Chor. Eingezogener quadratischer Westturm. Langhaus fünfschiffig, mit Lanzettfenstern. Begonnen wohl kurz nach 1300 als Backsteinkirche, 1308 der Jungfrau Maria geweiht; 1676 – 98 Umbau im barocken Stil, u. a. mit Einzug eines hölzernen Tonnengewölbes im Mittelschiff, Hinzufügen der Eingangshallen, Aufsetzen eines Dachreiters von Johann Caspar Borchmann (1717) und Verputz des Äußeren und Inneren. Westturm 1913/14 ergänzt. Im Innenraum doppelgeschossige Emporen und Altar aus der barocken Umbauphase sowie reliefierte Grabplatten und Epitaphe des Herzoghauses aufgrund der Funktion als Begräbniskapelle erhalten. | 34377634 | Weitere Bilder |
| An der Stadtkirche 1 52° 37′ 27″ N, 10° 4′ 49″ O               | Ehemalige Löwenapotheke, heute Museums-Cafe | Zweigeschossiges dreiflügeliges Eckgebäude. Hauptbau traufständig zur Straße „An der Stadtkirche“ mit massivem Erd- und vorkragendem Fachwerk-OG und unter Krüppelwalmdach. Zweiachsige massive Utlucht mit Zwerchgiebel und Ladeluke an der Ostfassade. OG-Schwelle der Giebelseite mit Renaissance-Treppenfries, Giebeltrapez vorkragend über profilierten Knaggen. Südwestlicher Seitenflügel traufständig zur Stechbahn als zweigeschossiger Fachwerkbau auf hohem Naturstein-Kellersockel unter Satteldach mit fünf Schleppgauben. OG und Traufe vorkragend. | 34363584 | Weitere Bilder |
| An der Stadtkirche 8 52° 37′ 29″ N, 10° 4′ 50″ O               | Verwaltungsgebäude                          | Dreigeschossiger Fachwerkbau in Ecklage auf Werksteinsockel und unter Satteldach, traufständig zur Straße „An der Kirche“. Trauf- und giebelseitig je zwei Vorkragungen über geschnitzten Balken und profilierten Füllbrettern. Südfassade 13 Fach breit, halbhohe Streben, EG mit breitem Tor, ehemals Durchfahrt zum Hof. Zwerchhaus mit Ladeluke über dem Tor auf der Hofseite. Errichtet wohl um 1736 unter Einbeziehung von älteren Bauteilen, die den Quartiersbrand von 1733 überstanden haben. Seitenflügel im Nordwesten rechtwinklig anschließend, zwei- bis dreigeschossiger Fachwerkbau unter Satteldach, traufständig zur Kalandgasse, zweifach vorkragend über geschnitzten Balken und Füllbrettern mit Zahnschnittprofil. Inschrift an der OG-Schwelle, wohl um 1640, Zwerchhaus mit Ladeluke zur Kalandgasse, zugesetzte Ladeluke mit Kielbogen im OG. 1903 EG des Seitenflügels teilweise massiv ersetzt. | 34363615 |                |
| An der Stadtkirche 9 52° 37′ 29″ N, 10° 4′ 50″ O               | Verwaltungsgebäude                          | Dreigeschossiger traufständiger Fachwerkbau unter Satteldach. Vierachsige Fassade mit Doppelständern und Fußbändern, zweifach vorkragend mit durchgehenden Profilbrettern in der Gebälkzone. Außermittige zweiflügelige Eingangstür mit Oberlicht und Rokoko-Rahmung. Mittiges Zwerchhaus mit Ladeluke. Errichtet 1736 unter Einbeziehung von Teilen des brandgeschädigten Vorgängerbaus. Bis 1724 Küsterhaus, dann Pastorat. | 34363645 |                |
| An der Stadtkirche 10 52° 37′ 29″ N, 10° 4′ 51″ O              | Verwaltungsgebäude                          | Dreigeschossiger traufständiger Fachwerkbau unter Satteldach mit drei Gauben. Dreiachsige Fassade mit Doppelständern und Fußbändern, zweifach vorkragend, über dem EG mit durchgehenden Profilbrettern in der Gebälkzone, über dem OG mit geschnitzten Balkenköpfen und gerundeten Füllbrettern. Außermittige zweiflügelige Eingangstür mit Oberlicht und vorgelegten Stufen sowie architektonischer Rahmung mit vorkragendem Segmentbogengiebel. Errichtet 1736 unter Einbeziehung von Teilen des brandgeschädigten Vorgängerbaus. | 34363675 |                |
| An der Stadtkirche 11 52° 37′ 29″ N, 10° 4′ 51″ O              | Verwaltungsgebäude, Standesamt              | Dreigeschossiger traufständiger Fachwerkbau unter Satteldach, gegenüber Nummer 10 leicht zurückgesetzt. Fünfachsige symmetrische Fassade mit Zweidrittelstreben, ohne Vorkragung, Gebälkzone verbrettert. Mittige zweiflügelige Eingangstür mit vorgelegten Stufen und architektonischer Rahmung mit ionischen Pilastern und Segmentbogengiebel. Obergeschoss-Vorkragung des Ostgiebels durch verlängerte Erdgeschoss-Fassade kaschiert. Errichtet 1736 durch Johann Caspar Borchmann unter Einbeziehung von Teilen des brandgeschädigten Vorgängerbaus. Ab 1724 Küsterhaus, ab 1733 Archidiakonat, heute Verwaltungsgebäude. | 34363705 |                |
| An der Stadtkirche 11 52° 37′ 29″ N, 10° 4′ 51″ O              | Seitenflügel                                | Zweigeschossiger Fachwerkbau unter Pultdach, als Flügelanbau an die nördliche Traufseite des Vorderhauses anschließend. Vermutlich mit der Erneuerung des Vorderhauses 1736 errichtet. Im Norden ursprünglich Stall- und Lagerraum 1914 aufgestockt. Verbindung mit Seitenflügel des Hauses Markt 17 in der zweiten Hälfte des 20. Jh. | 36913029 | BW             |
| An der Stadtkirche 12 52° 37′ 29″ N, 10° 4′ 52″ O              | Verwaltungsgebäude                          | Zweigeschossiger Fachwerkbau unter Satteldach in Ecklage, traufständig zur Straße „An der Stadtkirche“, giebelständig zum Markt. Giebelseite mit drei kräftigen Vorkragungen über geschnitzten Balkenköpfen und viertelrunden Füllhölzern. Traufseite mit Grundrissversprung, hier die vier westlichen Gefache unter abgeschlepptem Dach vorgezogen. Gebälkzonen traufseitig verkleidet. Zwei zweiachsige Zwerchhäuser in der südlichen Dachfläche, eines in der nördlichen. Errichtet nach dem Quartiersbrand von 1733, um 1750, vermutlich unter Einbeziehung von Teilen zweier ursprünglich separater Vorgängerbauten. Heute Nutzung als Verwaltungsgebäude. | 34363735 |                |
| Bergstraße 1A 52° 37′ 23″ N, 10° 4′ 59″ O                      | Torhaus                                     | Ehemals Einfahrt in den alten Posthof mit Flankierbauten um 1710, entgegen den oft erzählten Geschichten von zerstrittenen Brüdern oder verwirrten Architekten und Bauherren, handelt es sich bei den sogenannten Flankierbauten um eine bauliche Möglichkeit eine besondere, schöne, barocke Einfahrt ins Grundstück zu schaffen, dabei stehen 2 Haushälften giebelständig an den Seiten, allerdings dergestalt, das die scheinbar linke Haushälfte auf der rechten Seite und die scheinbar rechte Haushälfte auf der linken Seite steht. Siehe auch eins drunter Bergstraße 1B | 34363761 | Weitere Bilder |
| Bergstraße 1B 52° 37′ 24″ N, 10° 5′ 0″ O                       | Torhaus                                     | Giebelständiges eingeschossiges Fachwerkhaus mit Backsteinausfachung, unter ziegelgedecktem halbem Mansarddach. Zur Bergstraße drei Achsen breit, zur Hofseite sechs Gefache. Im Straßengiebel Reste eines Vorgängerbaus aus der Zeit um 1530 verbaut (Schwelle mit fünffachem Treppenfries, dazwischen über den Balkenköpfen eingetiefte Felder mit geschnitzten Figuren sowie Knaggen, Wülste als Rundstäbe ausgebildet und je von zwei Hohlkehlen eingefasst). Errichtet um 1705 als Torhaus, gemeinsam mit Bergstraße 1A, für das zeitgleich errichtete nördliche Gebäude Mauernstraße 50. | 34363791 | Weitere Bilder |
| Bergstraße 2 52° 37′ 24″ N, 10° 5′ 0″ O                        | Wohnhaus                                    | Traufständiger zweigeschossiger Fachwerkbau mit Backsteinausfachung, unter ziegelgedecktem Satteldach. Fachwerk fünf Gefache breit, mit kräftigen Hölzern und zwei symmetrisch angeordneten Streben; zwei Vorkragungen, die untere über sichtbaren Balkenköpfen, mit profilierten Füllhölzern und Fase an Schwellenunterkante. Errichtet um 1700. | 34363819 |                |
| Bergstraße 3 52° 37′ 24″ N, 10° 5′ 1″ O                        | Wohnhaus                                    | Giebelständiger zweigeschossiger Fachwerkbau mit Backsteinausfachung, unter ziegelgedecktem Satteldach. Fachwerk sieben Gefache breit, mit drei Vorkragungen und profilierten Füllhölzern; Konstruktion unregelmäßig mit Streben, teilweise mit Doppelständern. Errichtet um 1700. | 34363845 |                |
| Bergstraße 3 52° 37′ 24″ N, 10° 5′ 0″ O                        | Seitenflügel                                | Zweigeschossiger Fachwerkbau mit Backsteinausfachung, unter ziegelgedecktem Satteldach mit gleicher Firstrichtung wie das Vorderhaus, allerdings etwas schmaler. Im Inneren Gewölbekeller erhalten. Errichtet im 19. Jh. als Verlängerung des Vorderhauses. | 36181369 | BW             |
| Bergstraße 3 52° 37′ 24″ N, 10° 5′ 0″ O                        | Seitenflügel                                | Eingeschossiger Fachwerkbau mit Backsteinausfachung, unter ziegelgedecktem Satteldach. Fachwerk mit halbhohen Streben. Errichtet vermutlich im 18. Jh. | 36181430 | BW             |
| Bergstraße 4 52° 37′ 24″ N, 10° 5′ 1″ O                        | Wohnhaus                                    | Traufständiger dreigeschossiger Fachwerkbau mit Backsteinausfachung, unter ziegelgedecktem Satteldach. Fachwerk in den Obergeschossen mit Doppelständern, keine Vorkragungen, Gebälkzone mit profilierten Bohlen verkleidet. Im Inneren Gewölbekeller erhalten. Errichtet um 1800. | 34363870 |                |
| Bergstraße 4 52° 37′ 24″ N, 10° 5′ 1″ O                        | Seitenflügel                                | Zweigeschossiger Fachwerkbau mit Backsteinausfachung, unter ziegelgedecktem Satteldach. Fachwerk mit Streben. Errichtet vermutlich im Zusammenhang mit dem Vorderhaus um 1800. | 36181570 | BW             |
| Bergstraße 4 52° 37′ 24″ N, 10° 5′ 1″ O                        | Seitenflügel                                | Zweigeschossiger Fachwerkbau mit Backsteinausfachung, unter ziegelgedecktem Satteldach. Fachwerk mit Streben und Andreaskreuzen. Errichtet im 19. Jh. | 36181599 | BW             |
| Bergstraße 5 52° 37′ 24″ N, 10° 5′ 1″ O                        | Wohnhaus                                    | Schmaler, traufständiger dreigeschossiger Fachwerkbau mit Backsteinausfachung, unter ziegelgedecktem Satteldach. Fachwerk mit Doppelständern und Streben, ohne Vorkragungen. Errichtet um 1800. | 34363895 |                |
| Bergstraße 6 52° 37′ 24″ N, 10° 5′ 2″ O                        | Wohnhaus                                    | Dreigeschossiger Fachwerkbau in Ecklage, unter ziegelgedecktem Dach. Regelmäßiges Fachwerk mit Streben, Geschosszonen jeweils durch Bohlen verkleidet; Backsteinausfachung. Im Inneren Gewölbekeller erhalten. Errichtet um 1800. | 34363920 |                |
| Bergstraße 7 52° 37′ 24″ N, 10° 5′ 3″ O                        | Wohnhaus                                    | Giebelständiger zweigeschossiger Fachwerkbau mit Backsteinausfachung, unter ziegelgedecktem Satteldach. In Ecklage zur Prinzengasse. Fachwerk mit Fußwinkelhölzern, im OG teilwese durch Doppelständerkonstruktion verändert; Vorkragung über Balkenköpfen mit profilierten und viertelrunden Füllhölzern dazwischen. Errichtet um 1650. | 34363945 |                |
| Bergstraße 8 52° 37′ 24″ N, 10° 5′ 3″ O                        | Wohnhaus                                    | Schmaler, trausständiger zweigeschossiger Fachwerkbau mit Backsteinausfachung, unter ziegelgedecktem Satteldach. Mit Zwerchhaus straßenseitig. Gleichmäßiges Fachwerk, Vorkragung über kräftigen Balkenköpfen. Lastenluke (verglast) und Kranbalken erhalten. Errichtet um 1680. | 34363971 |                |
| Bergstraße 10 52° 37′ 24″ N, 10° 5′ 4″ O                       | Wohnhaus                                    | Traufständiger dreigeschossiger Backsteinbau, unter ziegelgedecktem Satteldach. Fassade schlicht mit fünf Fensterachsen, Gesimsen und segmentbogenförmigen Öfnungen. Erbaut 1894 (a) nach Brand des Vorgängerbaus. Im Inneren bauzeitliche Treppe erhalten. | 34363996 | Weitere Bilder |
| Bergstraße 11 52° 37′ 24″ N, 10° 5′ 4″ O                       | Wohnhaus                                    | Traufständiger dreigeschossiger Fachwerkbau mit Backsteinausfachung, unter ziegelgedecktem Satteldach. Breites Zwerchhaus täuscht Giebelständigkeit vor. Fachwerk mit Fußwinkelhölzern und kräftiger Vorkragung des ersten OG über Knaggen mit Diamantquadern und viertelrunden Füllhölzern. Errichtet als zweigeschossiger Bau 1620 (i: inschriftliche Datierung nachträglich angebracht); zweites OG und das über die ganze Hausbreite reichende Zwerchhaus um 1820 ergänzt. | 34364021 |                |
| Bergstraße 12 52° 37′ 24″ N, 10° 5′ 4″ O                       | Wohn-/ Geschäftshaus                        | Traufständiger zweigeschossiger, schmaler Fachwerkbau mit Backsteinausfachung, unter ziegelgedecktem Satteldach. Mit mittigem Zwerchhaus straßenseitig. Fachwerk mit Fußwinkelhölzern, Vorkragung über kräftigen Balkenköpfen und viertelrunden Füllhölzern. Errichtet 1640 (i: nachträglich aufgemalte Datierung, in jüngerer Zeit mit „um 1590“ übermalt). Hoffassade nachträglich dreigeschossig aufgestockt. | 34364046 |                |
| Bergstraße 12 52° 37′ 24″ N, 10° 5′ 4″ O                       | Hinterhaus                                  | Schlichter eingeschossiger Fachwerkbau mit Backsteinausfachung, unter ziegelgedecktem Pultdach. Errichtet in zweiter Hälfte 19. Jh. | 36181759 | BW             |
| Bergstraße 13 52° 37′ 24″ N, 10° 5′ 5″ O                       | Wohnhaus                                    | Traufständiger dreigeschossiger Fachwerkbau mit Backsteinausfachung, unter ziegelgedecktem Satteldach. Breites Zwerchhaus täuscht Giebelständigkeit vor. Fachwerk mit kräftiger Vorkragung des ersten OG über Knaggen mit Diamantquadern und viertelrunden Füllhölzern. Errichtet als zweigeschossiger Bau um 1650, 1953 Ausbau des ehemaligen Zwerchhauses zum zweiten OG. | 34364072 |                |
| Bergstraße 14 52° 37′ 24″ N, 10° 5′ 5″ O                       | Wohnhaus                                    | Traufständiger zweigeschossiger Fachwerkbau mit Backsteinausfachung, unter ziegelgedecktem Satteldach. Fachwerk mit Fußstreben, Vorkragung über kräftigen Balkenköpfen, viertelrunde Füllhölzer, Schwellenunterkante abgefast; Schwelle mit Inschrift, jedoch ohne Jahreszahl. Außermittiges Zwerchhaus mit zwei Vorkragungen, Kranbalken, Giebelknauf. Errichtet um 1650 als Hinterhaus zu Mauernstraße 42. | 34364098 | Weitere Bilder |
| Bergstraße 18 52° 37′ 24″ N, 10° 5′ 6″ O                       | Wohnhaus                                    | Traufständiger dreigeschossiger Fachwerkbau mit Backsteinausfachung, unter ziegelgedecktem Satteldach. Schlichtes Fachwerk in Doppelständerkonstruktion, OG gering vorkragend. Errichtet in erster Hälfte 19. Jh. Zweites OG 1891 (a) aufgestockt, dabei Einfügung von preußischen Kappen im Keller und rückwärtige Erweiterung mit massiver Wand. | 34364149 |                |
| Bergstraße 18 52° 37′ 25″ N, 10° 5′ 6″ O                       | Hinterhaus                                  | Zweigeschossiger Fachwerkbau mit Backsteinausfachung, unter Satteldach. Einfaches Fachwerk mit Streben. Errichtet im 19. Jh. | 36156503 | BW             |
| Bergstraße 19 52° 37′ 24″ N, 10° 5′ 7″ O                       | Wohnhaus                                    | Traufständiger dreigeschossiger, schmaler Fachwerkbau mit Backsteinausfachung, unter ziegelgedecktem Satteldach. Fachwerk mit kräftigen Balkenköpfen und Doppelständern. Errichtet im 18. Jh., spätere Aufstockung um 1800. | 34364174 |                |
| Bergstraße 20 52° 37′ 24″ N, 10° 5′ 7″ O                       | Wohnhaus                                    | Traufständiger zweigeschossiger Fachwerkbau mit Backsteinausfachung, unter ziegelgedecktem Satteldach. Mit Zwerchhaus straßenseitig. Einfaches Fachwerk. Errichtet um 1700, OG verändert oder ergänzt in Doppelstiel-Konstruktion. Im Inneren historische Ausstattung erhalten. | 34364199 |                |
| Bergstraße 20 52° 37′ 25″ N, 10° 5′ 7″ O                       | Hinterhaus                                  | Eingeschossiger Massivbau aus Backstein, unter Satteldach. Errichtet als Hinterhaus und Werkstatt im 19. Jh. | 36181800 | BW             |
| Bergstraße 21 52° 37′ 24″ N, 10° 5′ 7″ O                       | Wohnhaus                                    | Traufständiger zweigeschossiger Fachwerkbau mit Backsteinausfachung, unter ziegelgedecktem Satteldach. Schmaler Bau, nur drei Gefache breit; sichtbare Balkenköpfe, viertelrunde Füllhölzer. Errichtet um 1700. Barocke Haustür erhalten sowie Ausstattungsdetails im Inneren. | 34364225 |                |
| Bergstraße 21 52° 37′ 25″ N, 10° 5′ 7″ O                       | Hinterhaus                                  | Zweigeschossiger Fachwerkbau mit Backsteinausfachung, unter Pultdach in Ziegeldeckung. Errichtet im 19. Jh. Ältere Türen und Fenster (vermutlich in Zweitverwendung) erhalten. | 36181818 | BW             |
| Bergstraße 22 52° 37′ 24″ N, 10° 5′ 7″ O                       | Wohnhaus                                    | Traufständiger zweigeschossiger Fachwerkbau mit Backsteinausfachung, unter Satteldach in Ziegeldeckung. Fachwerk drei Gefache breit, im OG Konstruktion mit Doppelständern. Errichtet um 1750 als Hinterhaus zu Mauernstraße 38. | 34364251 |                |
| Bergstraße 23/24 52° 37′ 24″ N, 10° 5′ 8″ O                    | Wohn-/ Geschäftshaus                        | Traufständiger dreigeschossiger Fachwerkbau, unter Satteldach in Ziegeldeckung. Mit dreieckigem Zwerchhaus straßenseitig. Straßenfassade acht Gefache breit, die äußeren unterschiedlich breit ausgeführt, dadurch asymmetrische Fassadengestaltung, Streben in den östlichen Gefachen. Neubau von 1976 durch Architekt Eduard Röker. | 34364277 |                |
| Bergstraße 25 52° 37′ 24″ N, 10° 5′ 8″ O                       | Wohnhaus                                    | Traufständiger dreigeschossiger Fachwerkbau mit Backsteinausfachung, unter ziegelgedecktem Satteldach. Fachwerk inhomogen, vermutlich mehrfach erneuert. Errichtet 1575 (i) als zweigeschossiger Bau, 1949 durch den Celler Architekten Wilhelm Diener um ein Geschoss erhöht; dieses zweite OG mit Fußwinkelhölzern und deutlich vorkragend über Knaggen mit Wulst und Kehlungen; rückseitig viergeschossig (Erhöhung 1949 um zwei Geschosse). | 34364302 |                |
| Bergstraße 27 52° 37′ 24″ N, 10° 5′ 8″ O                       | Wohn-/ Geschäftshaus                        | Zweigeschossiges Fachwerkgebäude mit Backsteinausfachung, unter ziegelgedecktem Satteldach. In markanter Ecklage, traufständig zur Bergstraße, hier mit großem Zwerchhaus straßenseitig; giebelständig zum Kleinen Plan. OG über Knaggen und Schwelle vorkragend, Inschrift auf Obergeschossschwelle ohne Datierung. Errichtet um 1700. | 34364328 |                |
| Bergstraße 28 52° 37′ 24″ N, 10° 5′ 8″ O                       | Wohnhaus                                    | Traufständiges dreigeschossiges Fachwerkgebäude mit Backsteinausfachung, unter Satteldach in Ziegeldeckung. Fachwerk nur drei Gefache breit. Errichtet zweite Hälfte 18. Jh., zweite OG später aufgestockt. | 34364354 |                |
| Bergstraße 29 52° 37′ 24″ N, 10° 5′ 8″ O                       | Wohnhaus                                    | Giebelständiges zweigeschossiges Fachwerkgebäude mit Backsteinausfachung, unter ziegelgedecktem Satteldach. Fachwerk mit vorkragendem Ziergiebel und Schwellen-Inschriften. Errichtet 1701 (i). | 34364379 |                |
| Bergstraße 30 52° 37′ 23″ N, 10° 5′ 7″ O                       | Wohnhaus                                    | Traufständiges zweigeschossiges Fachwerkhaus mit Putzfassade, unter Satteldach in Ziegeldeckung. Mit mittigem Zwerchhaus in der Straßenfassade. Im Kern errichtet um 1750, Putzfassade mit schlichtem Dekor wohl um 1900 ergänzt. Breite Toröffnung über Freitreppe. Im Inneren Gewölbekeller erhalten, ebenso rückwärtig historische Hofpflasterung. | 34364405 | Weitere Bilder |
| Bergstraße 31 52° 37′ 23″ N, 10° 5′ 7″ O                       | Wohn-/ Geschäftshaus                        | Traufständiger dreigeschossiger Massivbau aus Backstein, unter ziegelgedecktem Satteldach. Mit farbiger Gestaltung der Sichtbacksteinfassade mit Zier-Gesimsen und profilierten Fenstergewänden. Erbaut 1887 (i) als Wohnhaus mit gewerblicher Nutzung im EG. Bauzeitliche Haustür und Treppenhaus erhalten. 1908 eineinhalbgeschossiger Abort-Anbau an der Hofseite ergänzt; Hoffläche mit historischer Kopfstein-Pflasterung. | 34364431 |                |
| Bergstraße 31 52° 37′ 23″ N, 10° 5′ 6″ O                       | Hinterhaus                                  | Zweigeschossiges Fachwerkgebäude mit Backsteinausfachung, unter Satteldach in Ziegeldeckung. Mit Zwerchhaus nach Süden. Errichtet um 1750, im Inneren barocke Brettbaluster-Treppe und Türrahmen erhalten. 1883 Ergänzung um Backsteinanbau nach Osten als Werkstatt. | 36814690 | BW             |
| Bergstraße 36 52° 37′ 23″ N, 10° 5′ 6″ O                       | Wohn-/ Geschäftshaus                        | Traufständiges zweigeschossiges Fachwerkgebäude mit Backsteinausfachung, unter ziegelgedecktem Satteldach. Mit breitem Zwerchhaus straßenseitig. Errichtet Anfang des 19. Jh. Sanierung 1879 mit Einbau von Zier-Backsteinausfachungen. Zeitgenössische Eingangstür, 1972 aus der Fassade zurückverlegt. | 34364483 |                |
| Bergstraße 37 52° 37′ 23″ N, 10° 5′ 5″ O                       | Wohn-/ Geschäftshaus                        | Traufständiges zweigeschossiges Fachwerkgebäude mit Backsteinausfachung, unter ziegelgedecktem Satteldach. Mit großem Zwerchhaus straßenseitig. Errichtet Anfang des 19. Jh.; 1929 Umbau durch G. Pahlmann (Celle) mit Verlegung des Eingangs nach Osten und Einbau der heutigen Schaufenster. | 34364508 |                |
| Bergstraße 38 52° 37′ 23″ N, 10° 5′ 5″ O                       | Geschäftshaus                               | Traufständiges zweigeschossiges Fachwerkgebäude mit Backsteinausfachung, unter ziegelgedecktem Satteldach. Errichtet Ende 18. Jh.; 1911 Umbau und Erneuerung des ersten OG mit Fachwerk in Doppelstielkonstruktion. Im Inneren teilweise historische Türen erhalten. | 36786418 | Weitere Bilder |
| Bergstraße 39 52° 37′ 23″ N, 10° 5′ 5″ O                       | Wohn-/ Geschäftshaus                        | Traufständiges zweigeschossiges Massivgebäude in Backstein, unter ziegelgedecktem Satteldach. Errichtet Ende 19. Jh. | 34364559 |                |
| Bergstraße 40 52° 37′ 23″ N, 10° 5′ 4″ O                       | Wohn-/ Geschäftshaus                        | Zusammenlegung von zwei Fachwerkhäusern des 17. und 18. Jh: Im Osten schmaler traufständiger zweigeschossiger Fachwerkbau mit Backsteinausfachung, unter ziegelgedecktem Satteldach, mit breitem Zwerchhaus straßenseitig und schmalem hofseitig. Errichtet im 18. Jh. Im Westen traufständiger dreigeschossiger Fachwerkbau mit Backsteinausfachung, unter Satteldach in Ziegeldeckung, hofseitig ein schmales Zerchhaus. Straßenseitig deutliche Vorkragung der OG, zweites OG wohl später ergänzt. Errichtet im 17. Jh. | 37234258 |                |
| Bergstraße 41 52° 37′ 23″ N, 10° 5′ 4″ O                       | Wohn-/ Geschäftshaus                        | Vorderhaus einer Altstadtparzelle: Traufständiges dreigeschossiges Fachwerkgebäude mit Backsteinausfachung, unter ziegelgedecktem Satteldach. Gleichmäßiges Fachwerk; weit vorkragendes OG mit Inschriften-Schwelle. Errichtet um 1650. Südseite nur zweigeschossig, daher wahrscheinlich spätere Aufstockung des straßenseitigen zweiten OG. Im Inneren Gewölbekeller und spätbarocke Brettbaluster-Treppe erhalten. | 34364610 |                |
| Bergstraße 41 52° 37′ 23″ N, 10° 5′ 4″ O                       | Seitenflügel                                | Rückwärtiger Seitenflügel am östlichen Parzellenrand: Zweigeschossiges Fachwerkgebäude mit Backsteinausfachung, unter ziegelgedecktem Pultdach. Errichtet vermutlich im Zusammenhang mit dem Vorderhaus. | 36814933 | BW             |
| Bergstraße 41 52° 37′ 23″ N, 10° 5′ 4″ O                       | Seitenflügel                                | Südlicher Seitenflügel an Ostseite der Parzelle: Zweigeschossiges Fachwerkgebäude mit Backsteinausfachung, unter ziegelgedecktem Pultdach. Errichtet im 19. Jh. | 36814970 | BW             |
| Bergstraße 42 52° 37′ 23″ N, 10° 5′ 3″ O                       | Wohn-/ Geschäftshaus                        | Breit gelagertes traufständiges zweigeschossiges Fachwerkgebäude mit Backsteinausfachung, unter ziegelgedecktem Mansarddach; mit westlichem Zwerchhaus straßenseitig. Errichtet um 1750 auf ursprünglich zwei Parzellen, dabei der westliche Gebäudeteil mit Zwerchhaus älter, der östliche eine Erweiterung. Jahrelang genutzt als „Herberge zur Heimat“. Im Inneren Reste eines Gewölbekellers und eine gründerzeitliche Treppe ins OG erhalten. | 37150829 |                |
| Bergstraße 42 52° 37′ 23″ N, 10° 5′ 3″ O                       | Hinterhaus                                  | Traufständiger zweigeschossiger Fachwerkbau mit Backsteinausfachung, unter ziegelgedecktem Satteldach. OG leicht vorkragend. Errichtet im 18. Jh. als zwei getrennte Hinterhäuser zu den Vorderhäusern an der Bergstraße. | 36832277 | BW             |
| Bergstraße 44 52° 37′ 23″ N, 10° 5′ 2″ O                       | Geschäftshaus                               | Dreigeschossiger Fachwerkbau unter Satteldach in Ziegeldeckung. Fassade mit erkerähnlichem, dreigeschossigem Vorbau unter eigenem, vorkragendem Satteldach. Dieser ausgeführt mit Ständern und Fußwinkelhölzern, Geschosse vorkragend über Knaggen, dazwischen Füllhölzer. Erbaut um 1963 als Teil des Karstadt-Verwaltungsgebäudes. Inschrift im Sturz des Durchgangs und im Schwellbalken des ersten OG. | 34364663 |                |
| Bergstraße 48 52° 37′ 23″ N, 10° 4′ 59″ O                      | Wohn-/ Geschäftshaus                        | Vorderhaus einer Altstadtparzelle: Breit gelagertes traufständiges zweigeschossiges Fachwerkgebäude mit Backsteinausfachung, unter ziegelgedecktem Satteldach. Im Kern errichtet um 1650, vermutlich aus zwei Gebäuden zusammengewachsen und um 1800 unter einem gemeinsamen Dach mit Dreiecksgiebel zusammengefasst. Ab 1899 als Gastwirtschaft genutzt, Tor 1959 vom Celler Architekten Wilhelm Diener gestaltet. Im Inneren kleiner Gewölbekeller und barocke Brettbaluster-Treppe erhalten. | 34364790 |                |
| Bergstraße 48 52° 37′ 23″ N, 10° 5′ 0″ O                       | Seitenflügel                                | Zweigeschossiges Fachwerkgebäude mit Backsteinausfachung, unter Satteldach in Ziegeldeckung. Errichtet vermutlich um 1650 im Zusammenhang mit dem Vorderhaus. Im Inneren großer Gewölbekeller, einige bauzeitliche Fenster und Türen sowie Reste der Treppe erhalten. | 36815130 | BW             |
| Bergstraße 49 52° 37′ 23″ N, 10° 4′ 59″ O                      | Wohnhaus                                    | Vorderhaus einer Altstadtparzelle: Giebelständiger dreigeschossiger Fachwerkbau mit Backsteinausfachung, unter ziegelgedecktem Satteldach. Geschosse vorkragend über Balkenköpfen mit Füllhölzern dazwischen, im Giebel dreifach vorkragend, hier auch Verwendung von Fußwinkelhölzern. Errichtet 1694 (i datiertes Bauherren-Wappen mit Monogramm in der Durchfahrt). Fachwerk-Struktur des ersten und zweiten OG verändert, Erdgeschossfassade 1924 massiv ersetzt. Im Inneren Gewölbekeller erhalten, ebenso teilweise historische Grundrisse und einige Türen. | 37150856 |                |
| Bergstraße 49 52° 37′ 21″ N, 10° 4′ 59″ O                      | Hinterhaus                                  | Zweigeschossiges Fachwerkgebäude mit Backsteinausfachung, unter ziegelgedecktem Satteldach. Errichtet 19. Jh. zu Wohn- und Lagerzwecken. EG später massiv ersetzt. | 36815524 | BW             |
| Bergstraße 50 52° 37′ 23″ N, 10° 4′ 58″ O                      | Wohnhaus                                    | Vorderhaus einer langen Altstadtparzelle: Traufständiges dreigeschossiges Fachwerkgebäude mit Backsteinausfachung, unter ziegelgedecktem Satteldach. Mit Zwerchhaus mit Ladeluke straßenseitig. Fachwerk teilweise in Doppelständerkonstruktion, mittige Tordurchfahrt, Utlucht westlich davon (die östliche Utlucht ist seit 1975 nicht mehr vorhanden). Errichtet um 1750. Im Inneren zwei bis unter die Straße reichende Gewölbekeller erhalten sowie Reste einer barocken Brettbaluster-Treppe, im Spitzboden Räucherkammer. | 37150882 |                |
| Bergstraße 50 52° 37′ 22″ N, 10° 4′ 58″ O                      | Seitenflügel                                | Zweigeschossiges Fachwerkgebäude mit Backsteinausfachung, unter Satteldach in Ziegeldeckung. Mit Zierfachwerk und Schwellen-Inschrift. Weit vorkragendes OG. Errichtet 1643 (i). Im Inneren im OG barocke Grundrisse, Türen und Fußleisten erhalten. | 36815670 | BW             |
| Bergstraße 51 52° 37′ 23″ N, 10° 4′ 58″ O                      | Wohnhaus                                    | Vorderhaus einer langen Altstadtparzelle: Traufständiges dreigeschossiges Fachwerkgebäude mit Backsteinausfachung, unter ziegelgedecktem Satteldach. Mit dreiachsigem Zwerchhaus straßenseitig; Fachwerk mit monochromem Fassadenanstrich. Errichtet um 1750. Im Inneren Gewölbekeller erhalten. | 34364868 |                |
| Bergstraße 52 52° 37′ 23″ N, 10° 4′ 57″ O                      | Wohn-/ Geschäftshaus                        | Vorderhaus einer schmalen Altstadtparzelle: Traufständiges dreigeschossiges Fachwerkgebäude, unter ziegelgedecktem Satteldach, mit einer vorgeblendeten Putzfassade. m Kern errichtet um 1650, rückwärtig bereits im 18. Jh. erweitert. 1907 durchgreifender EG-Ladenumbau mit Vorblendung der Putzfassade mit geschwungenem Zwerchgiebel für die Stock- und Schirmfabrik Woltemathe durch den Celler Architelten Otto Haesler. Im Inneren ab erstem OG historische Grundrissstrukturen mit Türen sowie ein Wandschrank erhalten. | 37150908 |                |
| Brandplatz 52° 37′ 30″ N, 10° 5′ 0″ O                          | Brunnen / Pipenposten                       | Einer von drei alten Hauptbrunnen (siehe auch Großer Plan, Poststraße), genannt Pipenposten. | 36203695 | Weitere Bilder |
| Brandplatz 1 52° 37′ 30″ N, 10° 5′ 0″ O                        | Wohn-/ Geschäftshaus                        | Dreigeschossiger, traufständiger Bau, unter ziegelgedecktem Satteldach. Wände teilweise aus Backsteinmauerwerk, teilweise aus Fachwerk mit Backsteinausfachung. Platzseitig siebenachsige Fassendengliederung mit mittlerem, kleinem Zwerchhaus und Fensteröffnungen in den OG mit Segmentbögen. Erbaut um 1880 nach Brand. | 34364920 | Weitere Bilder |
| Brandplatz 1a 52° 37′ 30″ N, 10° 5′ 0″ O                       | Wohn-/ Geschäftshaus                        | Dreigeschossiger Fachwerkbau unter ziegelgedecktem Satteldach; zur Neuen Straße giebelständig, zum Brandplatz traufständig mit großen Zwerchhaus im Norden. Erbaut 1960 (a) als historisierender Neubau anstelle von zwei älteren Häusern nach Plänen von Wilhelm Diener. | 34364945 |                |
| Brandplatz 2a 52° 37′ 31″ N, 10° 4′ 59″ O                      | Wohn-/ Geschäftshaus                        | Dreigeschossiger, traufständiger Fachwerkbau mit Backsteinausfachung, unter ziegelgedecktem Satteldach. Platzseitig drei Gefache breit, Fachwerk mit Füllhölzern in der Brüstungszone; Fassade zweifach vorkragend über profilierten Balkenköpfen. Errichtet 1638 (i). | 34365002 | Weitere Bilder |
| Brauhausstraße 1 52° 37′ 24″ N, 10° 4′ 49″ O                   | Wohnhaus                                    | Fachwerkbau in Ecklage; zur Brauhausstraße traufständig und dreigeschossig, zur Rundestraße entsprechend giebelständig, hier aber noch mit zweigeschossigem, östlich anschließendem Teil. Fachwerkkonstruktion regelmäßig, mit halbhohen Streben, Gebälkzone verkleidet, im zweiten OG teilweise Doppelständer, Streben in den Außenachsen. Errichtet um 1700. Im Inneren Gewölbekeller erhalten. | 34365028 | Weitere Bilder |
| Brauhausstraße 2 52° 37′ 24″ N, 10° 4′ 49″ O                   | Wohnhaus                                    | Traufständiger zweigeschossiger Fachwerkbau mit Backsteinausfachung, unter ziegelgedecktem Satteldach. Mit regelmäßigem Fachwerk ohne Zierformen, Gebälkzone verkleidet. Errichtet um 1780. | 34365028 |                |
| Brauhausstraße 2 52° 37′ 24″ N, 10° 4′ 50″ O                   | Seitenflügel                                | Zweigeschossiger schlichter Fachwerkbau mit Backsteinausfachung, unter ziegelgedecktem Satteldach. Errichtet im 19. Jh. | 36300529 | BW             |
| Brauhausstraße 2 52° 37′ 24″ N, 10° 4′ 50″ O                   | Seitenflügel                                | Zweigeschossiger schlichter Fachwerkbau mit Backsteinausfachung, unter ziegelgedecktem Satteldach. Errichtet im 19. Jh. | 36300529 | BW             |
| Brauhausstraße 3 52° 37′ 23″ N, 10° 4′ 49″ O                   | Wohnhaus                                    | Giebelständiger dreigeschossiger Fachwerkbau mit Backsteinausfachung, unter ziegelgedecktem Satteldach. Fachwerk mit vier Vorkragungen und Fußstreben; Füllhölzer reich verziert mit Eierstab, Perlstab, Zahnschnitt; im Giebeldreieck vorgeblattete Riegel mit Verzierungen. Errichtet 1640 (i) für den Gewandschneider Nicolaus Freyboth. Fachwerk im ersten OG mit Doppelständerkonstruktion nachträglich verändert. Im Inneren Gewölbekeller erhalten, historische Haustür, teilweise historische Fenster zur Hofseite. | 34365079 |                |
| Brauhausstraße 3 52° 37′ 23″ N, 10° 4′ 50″ O                   | Seitenflügel                                | Viergeschossiger schmaler Fachwerkbau mit Backsteinausfachung, unter ziegelgedecktem Satteldach. Fachwerk nur zwei Gefache breit, drei Vorkragungen, im zweiten OG über Knaggen mit Karniesprofil. Errichtet wohl zeitgleich mit Vorderhaus um 1650. | 36285095 | BW             |
| Brauhausstraße 3 52° 37′ 23″ N, 10° 4′ 50″ O                   | Seitenflügel                                | Zweigeschossiger Fachwerkbau mit Backsteinausfachung, unter ziegelgedecktem Pultdach. Fachwerk mit Fußwinkelhölzern. In Südfassade Ladeluke. Inschrift nur teilweise lesbar: WER GOT V -. Errichtet vermutlich um 1650. | 36285110 | BW             |
| Brauhausstraße 4 52° 37′ 23″ N, 10° 4′ 50″ O                   | Wohn-/ Geschäftshaus                        | Giebelständiger zweigeschossiger Fachwerkbau mit Backsteinausfachung (teilweise Zierausfachungen), unter ziegelgedecktem Satteldach. Fachwerk mit symmetrischem Aufbau, straßenseitig sechs Gefache breit, mit drei Vorkragungen, Gebälkzonen jeweils durch profilierte Hölzer verkleidet; im OG mit K-Streben in den beiden äußeren Gefachen sowie einseitigen Fußstreben, im Giebeldreieck Doppelständer, Giebelknauf. Rückgiebel ebenfalls symmetrisch mit K-Streben. Im Inneren im ersten Obergeschoss barocke Grundrisse, Treppe und Türen erhalten. | 34365105 |                |
| Brauhausstraße 4 52° 37′ 23″ N, 10° 4′ 50″ O                   | Seitenflügel                                | Zweigeschossiger Fachwerkbau mit Backsteinausfachung, unter ziegelgedecktem Pultdach. Fachwerk mit halbhohen Streben. Errichtet um 1700, vermutlich im Zusammenhang mit dem Vorderhaus. | 36285141 | BW             |
| Brauhausstraße 4 52° 37′ 23″ N, 10° 4′ 51″ O                   | Hinterhaus                                  | Zweigeschossiger Fachwerkbau mit Backsteinausfachung, unter ziegelgedecktem Satteldach. Fachwerk mit halbhohen Streben. Errichtet um 1700. | 36300772 | BW             |
| Brauhausstraße 5 52° 37′ 23″ N, 10° 4′ 50″ O                   | Wohnhaus                                    | Giebelständiger dreigeschossiger Fachwerkbau mit Backsteinausfachung, unter ziegelgedecktem Satteldach. Fachwerk im zweiten OG mit Fußwinkelhölzern, zwei durch Bretter verdeckte Vorkragungen. Im Inneren barocke Treppe mit kräftigen Balustern und mächtigem Handlauf erhalten, ebenso barocke Türen, teilweise mit Beschlägen; Gewölbekeller. Errichtet um 1700. | 34365130 |                |
| Brauhausstraße 6 52° 37′ 23″ N, 10° 4′ 50″ O                   | Wohnhaus                                    | Traufständiger dreigeschossiger Fachwerkbau mit Backsteinausfachung, unter ziegelgedecktem Satteldach. Straßenseitig fünf Gefache breit, drei Vorkragungen; viertelrunde Füllhölzer, Fußwinkelhölzer; Schwelle mit Inschrift. Errichtet vermutlich nach Stadtbrand um 1670. Mittige Haustür mit profilierter Rahmung. | 34365155 |                |
| Großer Plan 52° 37′ 21″ N, 10° 4′ 51″ O                        | Brunnen / Pipenposten                       | Quadratisches Brunnenbecken aus Sandsteinplatten, in der Mitte ein quadratischer Brunnenpfeiler, auf dem eine Löwenfigur von 1914 (a) steht. Entstanden wohl im 18. Jh. als städtischer „Pipenposten“, mehrfach auf dem Großen Plan umgesetzt, 1955 Ergänzung um vorgehängte Blumenkästen-Gitter. | 36987624 |                |
| Großer Plan 4 52° 37′ 22″ N, 10° 4′ 55″ O                      | Wohn-/Geschäftshaus                         | Vorderhaus einer langen Altstadtparzelle: traufständiges dreigeschossiges Fachwerkgebäude mit Backsteinausfachung, unter ziegelgedecktem Satteldach. Fachwerk mit kräftigen Fußbändern und eingestellten Ecksäulen; Fassade zweifach vorkragend über kräftigen Balkenköpfen, Spruchbänder in den Schwellen. Diese ziehen sich auch über die anschließenden Nummern Großer Plan 5 und 5A, mit denen Nr. 4 gemeinsam 1669 (i) als Pfarrwitwenhaus neu errichtet wurde. Im Inneren barocke Treppen und Treppenhaus-Fenster sowie historische Türen und Grundrisse erhalten. | 34365234 |                |
| Großer Plan 4 52° 37′ 21″ N, 10° 4′ 55″ O                      | Seitenflügel                                | Nördlicher Seitenflügel: zweigeschossiges Fachwerkgebäude mit Backsteinausfachung, unter ziegelgedecktem Satteldach. Fachwerkkonstruktion mit Fußwinkelhölzern im weit auskragenden OG. Errichtet um 1670, vermutlich im Zusammenhang mit dem Vorderhaus; barocke Fenster erhalten. | 36813925 | BW             |
| Großer Plan 4 52° 37′ 21″ N, 10° 4′ 56″ O                      | Nebengebäude                                | Zweigeschossiges Fachwerkgebäude mit Backsteinausfachung. Einfaches Fachwerk mit Kreuzen; eine Lastgaube mit Kranbalken erhalten. Errichtet Ende des 19. Jh. Im ersten OG historische Fenster erhalten. | 36814068 | BW             |
| Großer Plan 4 52° 37′ 21″ N, 10° 4′ 56″ O                      | Hinterhaus                                  | Zweigeschossiges Fachwerkgebäude, traufständig zum Südwall, unter ziegelgedecktem Satteldach. Errichtet wohl im 18. Jh. Inschriftbalken in der Nordfassade (Datierung „1670“) vermutlich in Zweitverwendung eingebracht. | 36814105 | BW             |
| Großer Plan 5 52° 37′ 22″ N, 10° 4′ 55″ O                      | Wohnhaus                                    | Dreigeschossiges, traufständiges Fachwerkgebäude mit Backsteinausfachung, unter ziegelgedecktem Satteldach. Mit breitem, über die gesamte Hausbreite reichenden Zwerchhaus, wodurch Giebelständigkeit vorgetäuscht wird. Schwellen-Inschriften über die Nachbarbauten (Nr. 4 und 5A) reichend; errichtet 1669 (i) nach Brand als Mittelgebäude zusammen mit diesen als Pfarrwitwenhäuser. Fachwerk wohl im 18. Jh. verändert und um 1800 mit dem Giebeldreieck klassizistisch überformt. | 36788850 |                |
| Großer Plan 5 52° 37′ 21″ N, 10° 4′ 55″ O                      | Seitenflügel                                | Zweigeschossiger Fachwerkbau, unter ziegelgedecktem Satteldach. Nördlicher Teil wohl 18. Jh., südlicher Teil im 19. Jh. erneuert. | 36813540 | BW             |
| Großer Plan 5 52° 37′ 21″ N, 10° 4′ 55″ O                      | Hinterhaus                                  | Zweigeschossiger Fachwerkbau, traufständig zum Südwall; unter ziegelgedecktem Satteldach. Errichtet wohl im 18. Jh. | 36905781 | BW             |
| Großer Plan 5A 52° 37′ 22″ N, 10° 4′ 54″ O                     | Wohn-/Geschäftshaus                         | Dreigeschossiges, traufständiges Fachwerkgebäude mit Backsteinausfachung, unter ziegelgedecktem Satteldach. Mit Schwelleninschriften, die auch über die Nr. 4 und 5 reichen; Fachwerk gleichmäßig in Doppelständerkonstruktion. Errichtet 1669 (i) nach Brand zusammen mit den Nachbarn als Pfarrwitwenhäuser, Fachwerk wohl im 18. Jh. verändert. Im Inneren Gewölbekeller, ab erstem OG auch historische Grundrisse und Türen erhalten. | 36788900 |                |
| Großer Plan 5 a 52° 37′ 21″ N, 10° 4′ 55″ O                    | Seitenflügel                                | Dreigeschossiges Fachwerkgebäude unter ziegelgedecktem Pultdach; im Kern wohl 17. Jh., 1886 massiv aufgestockt durch F. Heyer / Celle. | 36813301 | BW             |
| Großer Plan 5 a 52° 37′ 21″ N, 10° 4′ 55″ O                    | Hinterhaus                                  | Dreigeschossiges Fachwerkgebäude unter ziegelgedecktem Pultdach; im Kern wohl 17. Jh., 1886 massiv aufgestockt durch F. Heyer / Celle. | 36813323 | BW             |
| Großer Plan 6 52° 37′ 22″ N, 10° 4′ 54″ O                      | Wohnhaus                                    | Vorderhaus einer langen Altstadtparzelle: traufständiges dreigeschossiges Fachwerkgebäude mit Backsteinausfachung, unter ziegelgedecktem Satteldach, mit Zwerchhaus straßenseitig. Gleichmäßiges Fachwerk in Doppelständerkonstruktion, Fassade vierfach über Knaggen vorkragend; im Zwerchhaus zwei Ladeluken und Kranbalken erhalten. Errichtet um 1700. Im Inneren große Kreuzgrat-Gewölbe mit Sandstein-Plattenboden im KG erhalten, gründerzeitliche Türen und barockes Treppenhaus mit Brettbalustern, im Dach Giebelkammer und Reste einer Räucherkammer. | 34365260 |                |
| Großer Plan 6 52° 37′ 21″ N, 10° 4′ 54″ O                      | Seitenflügel                                | Nördlicher Seitenflügel: dreigeschossiges Fachwerkgebäude mit Backsteinausfachungen (z.B. in Zierformen), unter ziegelgedecktem Pultdach. Fachwerk traufseitig zweimal vorkragend, mit Fußwinkelhölzern. Errichtet um 1700, vermutlich im baulichen Zusammenhang mit dem Vorderhaus. Im Inneren Gewölbekeller (mit Verbindung zum Keller des Vorderhauses) ebenso erhalten wie die historischen Grundrisse und gründerzeitliche Türen. | 36797233 | BW             |
| Großer Plan 6 52° 37′ 21″ N, 10° 4′ 54″ O                      | Seitenflügel                                | Südlicher Seitenflügel: zweigeschossiges Fachwerkgebäude mit Backsteinausfachung, unter ziegelgedecktem Satteldach. Errichtet im 19. Jh. | 36797256 | BW             |
| Großer Plan 7 52° 37′ 21″ N, 10° 4′ 54″ O                      | Wohnhaus                                    | Vorderhaus einer langen Altstadtparzelle: giebelständiger dreigeschossiger Fachwerkbau mit Backsteinausfachung, unter ziegelgedecktem Satteldach. Gleichmäßiges Fachwerk, Fassade sechsfach vorkragend, mit Kranbalken und Giebelknauf. Errichtet um 1700, seit 1851 Sitz eines Kolonialwarengeschäftes, 1896 Einbau der Schaufenster im EG. Im Inneren Gewölbekeller erhalten, ebenso die gründerzeitliche Haustür, die Laden-Ausstattung der 1950er Jahre und die historischen Treppen; ab dem ersten OG auch barocke Grundriss-Strukturen erhalten, im Dach Aufzugswinde. Kaffeerösterei Huth. | 34365286 |                |
| Großer Plan 7 52° 37′ 21″ N, 10° 4′ 54″ O                      | Bürohaus                                    | Eingeschossiger Anbau in Fachwerkkonstruktion mit Backsteinausfachung und großen Glasfenstern zum Hof; unterkellert. Erbaut 1912 (a). | 36797006 | BW             |
| Großer Plan 7 52° 37′ 21″ N, 10° 4′ 54″ O                      | Lagergebäude                                | Eingeschossiger Massivbau aus Backsteinmauerwerk, unter ziegelgedecktem Satteldach. Erbaut im 19. Jh. | 36797034 | BW             |
| Großer Plan 7 52° 37′ 20″ N, 10° 4′ 54″ O                      | Hinterhaus                                  | Zweigeschossiges Fachwerkgebäude mit Backsteinausfachung, unter flachem Satteldach. Unterkellert, mit großem Durchgang zum rückwärtigen Parzellenbereich. Errichtet 1903 (a). | 36797102 | BW             |
| Großer Plan 7 52° 37′ 21″ N, 10° 4′ 54″ O                      | Seitenflügel                                | Nördlicher Seitenflügel: langgestrecktes zweigeschossiges Fachwerkgebäude mit Backsteinausfachung, unter ziegelgedecktem Satteldach. OG über Zierknaggen vorkragend. Errichtet 1676 (i). | 36796964 | BW             |
| Großer Plan 7 52° 37′ 21″ N, 10° 4′ 54″ O                      | Seitenflügel                                | Südlicher Seitenflügel (West): zweigeschossiger Bau, im EG massiv in Backstein, OG in Fachwerk mit Backsteinausfachung; unterkellert. Erbaut 1903 (a) als Verlängerung des Fachwerkseitenflügels des 17. Jh. | 36796989 | BW             |
| Großer Plan 7 52° 37′ 20″ N, 10° 4′ 54″ O                      | Hinterhaus                                  | Zweigeschossiger Fachwerkbau mit Backsteinausfachung, unter ziegelgedecktem Satteldach. Errichtet im 19. Jh. Im östlichen Giebel Ladeluke mit Kranbalken erhalten, darüber hinaus historische Fenster überkommen. | 36797059 | BW             |
| Großer Plan 7 52° 37′ 20″ N, 10° 4′ 54″ O                      | Hinterhaus                                  | Eingeschossiger massiver Backsteinbau, unter ziegelgedecktem Satteldach. Erbaut 1911 (a) zu Zwecken der Kaffee-Rösterei. Eisensprossen-Fenster und im Inneren Jugendstil-Wandfliesen und historische Maschinen der Kaffee-Rösterei erhalten. | 36797082 | BW             |
| Großer Plan 8 52° 37′ 21″ N, 10° 4′ 53″ O                      | Wohnhaus                                    | Traufständiger dreigeschossiger Fachwerkbau mit Backsteinausfachung, unter ziegelgedecktem Satteldach mit breitem Zwerchhaus straßenseitig. Symmetrische Fachwerkfassade mit sechs Fensterachsen und mittiger Doppelständerkonstruktion. Errichtet um 1750. | 34365312 |                |
| Großer Plan 9 52° 37′ 21″ N, 10° 4′ 53″ O                      | Wohnhaus                                    | Vordergebäude einer langen Altstadtparzelle: traufständiger dreigeschossiger Fachwerkbau, unter ziegelgedecktem Satteldach. Errichtet in erster Hälfte 18. Jh, zweites OG nachträglich aufgestockt. | 34365337 |                |
| Großer Plan 9 52° 37′ 21″ N, 10° 4′ 53″ O                      | Seitenflügel                                | Dreigeschossiges Fachwerkgebäude mit Backsteinausfachung, unter ziegelgedecktem Satteldach. Errichtet in erster Hälfte 18. Jh. wohl zeitgleich mit dem Vorderhaus. 1929 Aufstockung auf drei Geschosse. | 36796834 | BW             |
| Großer Plan 10 52° 37′ 21″ N, 10° 4′ 52″ O                     | Wohnhaus                                    | Vordergebäude einer langen Altstadtparzelle: Traufständiger dreigeschossiger Fachwerkbau mit Backsteinausfachung, unter ziegelgedecktem Satteldach. Errichtet im 17. Jh., Standgaube straßenseitig wohl im 19. Jh. aufgesetzt. Im Inneren Gewölbekeller erhalten sowie historische Grundrisse im zweiten OG. | 34365362 |                |
| Großer Plan 10 52° 37′ 21″ N, 10° 4′ 52″ O                     | Seitenflügel                                | Nördlicher Seitenflügel: dreigeschossiges Fachwerkgebäude; im Kern errichtet im 17. Jh., zweite OG nachträglich im 19. Jh. aufgestockt. Außenwände teilweise massiv in Backstein. | 36796778 | BW             |
| Großer Plan 10 52° 37′ 20″ N, 10° 4′ 53″ O                     | Seitenflügel                                | Südlicher Seitenflügel: zweigeschossige Verlängerung des nördlichen Seitenflügels von 1904 (a), Planung durch das Baugeschäft Franz Krüger, OG teilweise in Fachwerk, Satteldach in Ziegeldeckung. | 36796454 | BW             |
| Großer Plan 11 52° 37′ 21″ N, 10° 4′ 52″ O                     | Wohnhaus                                    | Vordergebäude eine langen Parzelle: Giebelständiger dreigeschossiger Fachwerkbau mit Backsteinausfachung, unter ziegelgedecktem Satteldach. Mit hohen vorkragenden Stockwerken. Errichtet in erster Hälfte 17. Jh., Straßenfassade im 18. Jh. in Doppelstiel-Fachwerk erneuert. Im Inneren erhalten sind der Gewölbekeller und ab dem ersten OG die gründerzeitlichen Grundrisse, Treppen und Türen sowie große Speicherböden. | 34365387 |                |
| Großer Plan 11 52° 37′ 20″ N, 10° 4′ 52″ O                     | Seitenflügel                                | Zweigeschossiger Fachwerkbau mit Backsteinausfachung, unter ziegelgedecktem Satteldach, traufständig zum Hof. OG vorkragend. Errichtet im 18. Jh., EG später massiv ersetzt und zurückgebaut. Im Inneren Gewölbekeller erhalten. | 36796347 | BW             |
| Großer Plan 12 52° 37′ 21″ N, 10° 4′ 51″ O                     | Wohn-/Geschäftshaus                         | Giebelständiger viergeschossiger Fachwerkbau mit Backsteinausfachung, unter ziegelgedecktem Satteldach. Geschosse vorkragend, mit Lastluken in den oberen Stockwerken. Errichtet 1668 (i) als Wohnhaus, Fassade im ersten OG im 18. Jh. in Doppelstiel-Fachwerk erneuert, das dritte OG und der Giebel stammen aus dem 19. Jh.; zu dieser Zeit wurde das Gebäude als Gasthaus („Gasthaus zur Post“) genutzt. Im Inneren erhaltener Gewölbekeller, gründerzeitliche Treppen, ab dem ersten OG barocke Zwischen-Fenster und Türen, im dritten OG Herbergsräume und Räucherkammer sowie große Speicherböden erhalten. | 34365413 |                |
| Großer Plan 12 52° 37′ 20″ N, 10° 4′ 52″ O                     | Seitenflügel                                | Zweigeschossiger Fachwerkbau mit Backsteinausfachung, unter ziegelgedecktem Satteldach, traufständig zum Hof. Mit weit vorkragendem OG. Errichtet im 17. Jh., EG tw. massiv ersetzt. | 36796154 | BW             |
| Großer Plan 13 52° 37′ 21″ N, 10° 4′ 51″ O                     | Wohnhaus                                    | Traufständiger zweigeschossiger Fachwerkbau mit Backsteinausfachung, unter ziegelgedecktem Satteldach. Mit Ziervorkragungen der Geschosse und dreiachsigem Zwerchhaus straßenseitig, Fassade desselben zweifach vorkragend. Errichtet 1675 (i). Im Inneren historischer Gewölbekeller erhalten. | 34365445 |                |
| Großer Plan 14 52° 37′ 20″ N, 10° 4′ 50″ O                     | Stechinellihaus                             | Palaisartiges Fabrikantenwohnhaus: Vorderflügel breitgelagert, zweigeschossiger Fachwerkbau mit Backsteinausfachung, unter ziegelgedecktem Mansarddach. Errichtet in zweiter Hälfte 17. Jh., zunächst als zwei eigenständige Bauten, die Ende des 18. Jh. baulich zusammenfasst wurden durch die bis heute vorhandene breit gelagerte elfachsige Fassade mit von Pilastern getragenem, leicht überhöhtem Portikus mit Dreiecksgiebel. In der Mittelachse eingestellt klassizistisch gerahmter Haupteingang mit bauzeitlichen Türflügeln, davor Freitreppe mit zwei Sandsteinstufen. Fachwerk mit monochromer Farbfassung. Mansarddach ehemals mit Bieberschwanzdeckung und symmetrischen Zierschornsteinen. Im Inneren Eingangsflur mit Sandsteinplattenboden und dreiteiliger Treppenhausfassade erhalten, im OG Ausstattung des 18. und 19. Jh.                                                                          | 34365471 | Weitere Bilder |
| Großer Plan 14 52° 37′ 19″ N, 10° 4′ 50″ O                     | Seitenflügel                                | Rückwärtiger Seitenflügel am westlichen Parzellenrand: Eingeschossiges Fachwerkgebäude mit Backsteinausfachung, unter ziegelgedecktem einseitigen Mansarddach. Errichtet wohl im 18. Jh. | 36794985 | BW             |
| Großer Plan 14 52° 37′ 20″ N, 10° 4′ 51″ O                     | Seitenflügel                                | Rückwärtiger Seitenflügel am östlichen Parzellenrand: Eingeschossiges Fachwerkgebäude mit Backsteinausfachung, unter ziegelgedecktem Mansarddach. Errichtet wohl im 18. Jh., massive Verlängerung nach Süden von 1897 (a). | 36795773 | BW             |
| Großer Plan 15 52° 37′ 20″ N, 10° 4′ 50″ O                     | Wohn-/ Geschäftshaus                        | Dreigeschossiger Fachwerkbau mit Backsteinausfachung, unter ziegelgedecktem Walmdach. Zehn Gefache breit zum Großen Plan, sieben zur Westcellertorstraße, beide OG vorkragend über gekehlten Balkenköpfen; mit viertelrunden Füllhölzern und halbhohen Streben im ersten OG. Errichtet um 1700, zweites OG später aufgestockt. Im Inneren Gewölbekeller erhalten. | 34365503 |                |
| Großer Plan 15 52° 37′ 21″ N, 10° 4′ 49″ O                     | Seitenflügel                                | Zweigeschossiger Bau unter Pultdach, OG in Fachwerk mit Backsteinaufscahung, fünf Gefache breit, errichtet im 19. Jh. | 36755335 | BW             |
| Großer Plan 16 52° 37′ 21″ N, 10° 4′ 50″ O                     | Wohn-/ Geschäftshaus                        | Traufständiger dreigeschossiger Fachwerkbau mit Backsteinausfachung, unter ziegelgedecktem Satteldach. Mit vier Gefachen, dabei Fachwerk im ersten OG mit Fußwinkelhölzern, im zweiten in Doppelständerkonstruktion, vorkragend über kräftigen, gekehlten Balkenköpfen und profilierten Füllhölzern. Im Inneren massiver Keller und im zweiten OG barocker Grundriss und barocke Türen erhalten. Errichtet um 1650, zweites OG im 18. Jh. aufgestockt. Seit dem 20. Jh. gemeinsam mit Nr. 17 als Café genutzt, die überkommene Café-Gestaltung 1926 von Otto Haesler entworfen. | 34365528 |                |
| Großer Plan 17 52° 37′ 21″ N, 10° 4′ 50″ O                     | Wohn-/ Geschäftshaus                        | Traufständiger dreigeschossiger Fachwerkbau mit Backsteinausfachung, unter ziegelgedecktem Satteldach. Mit vier Gefachen, dabei Fachwerk im ersten OG mit Fußwinkelhölzern, im zweiten in Doppelständerkonstruktion, vorkragend über kräftigen, gekehlten Balkenköpfen, Schwellenunterkante abgefast, und viertelrunden Füllhölzern, untere Schwelle mit Inschrift. Errichtet um 1630, zweites OG im 18. Jh. aufgestockt. | 34365554 |                |
| Großer Plan 18 52° 37′ 21″ N, 10° 4′ 49″ O                     | Wohnhaus                                    | Traufständiger dreigeschossiger Fachwerkbau mit Backsteinausfachung, unter ziegelgedecktem Satteldach. Fachwerk im ersten OG mit Fußbändern; zwei Vorkragungen über kräftigen Balkenköpfen, profilierte Füllhölzer, untere Schwelle mit Schuppenornament und Inschrift. Rückfassade 1943 massiv erneuert und verputzt. | 34365580 |                |
| Großer Plan 18a 52° 37′ 21″ N, 10° 4′ 50″ O                    | Wohn-/Geschäftshaus                         | Traufständiger schmaler dreigeschossiger Fachwerkbau mit Backsteinausfachung, unter ziegelgedecktem Satteldach. Mit zweiachsigem Zwerchhaus straßenseitig. Einfaches Fachwerk, keine Vorkragungen. Errichtet um 1720. | 34365606 |                |
| Großer Plan 21 52° 37′ 22″ N, 10° 4′ 50″ O                     | Wohn-/Geschäftshaus                         | Zum Großen Plan giebelständiger zweigeschossiger Fachwerkbau in Ecklage, unter ziegelgedecktem Satteldach. Mit Zwerchhaus zur Brauhausgasse. OG in beiden Straßenansichten vorkragend über kräftigen Balkenköpfen, viertelrunde Füllhölzer, Schwellenunterkante mit Perlstab. Diagonaler Stichbalken an der Gebäudeecke als Löwenkopf mit einer Brezel im Maul ausgebildet, Eckständer mit ausgeschnittenen ionischen Säulen, ebenso Eckständer am Zwerchhaus, Fachwerk der Traufseite im OG mit Fußwinkelhölzern. Errichtet im 18. Jh. | 34365683 |                |
| Großer Plan 21 52° 37′ 23″ N, 10° 4′ 50″ O                     | Seitenflügel                                | Zweigeschossiger Bau, im OG in Fachwerk. | 36976841 | BW             |
| Großer Plan 22 52° 37′ 22″ N, 10° 4′ 50″ O                     | Wohn-/ Geschäftshaus                        | Traufständiger zweigeschossiger Fachwerkbau mit Backsteinausfachung, unter ziegelgedecktem Satteldach. Mit dreiachsigem Zwerchhaus straßenseitig. OG vorkragend auf kräftigen Balkenköpfen, ebenso im Zwerchhaus zweifache Vorkragung. Profilierte Füllhölzer, Fußwinkelhölzer, Knaggen mit Karniesprofil, Eckständer mit „Schuppenornament“, Schwellenunterkante abgefast. Errichtet um 1670. | 34365707 |                |
| Großer Plan 22 52° 37′ 22″ N, 10° 4′ 50″ O                     | Seitenflügel                                | Zweigeschossiger Fachwerkbau, OG vorkragend, drei Gefache lang. Unter ziegelgedecktem Satteldach. Errichtet im 19. Jh. | 36926639 | BW             |
| Großer Plan 23 52° 37′ 22″ N, 10° 4′ 51″ O                     | Wohn-/ Geschäftshaus                        | Giebelständiger zweigeschossiger Fachwerkbau mit Backsteinausfachung, unter ziegelgedecktem Satteldach. Zwei deutliche Vorkragungen über profilierten Balkenköpfen, Schwellenunterkante mit Perlstab und Schuppenornament, Eckständer ebenso mit Schuppenornament. Nach dem Stadtbrand von 1668 errichtet. Erdgeschoss 1903 umgestaltet mit Schaufenstern und zurückliegender Haustür mit Oberlicht und Eckständern, 1926 Einbau des linken Schaufensters. | 34365733 |                |
| Großer Plan 23 52° 37′ 23″ N, 10° 4′ 50″ O                     | Waschhaus                                   | Zweigeschossiger Fachwerkbau mit Backsteinausfachung an Westseite. Errichtet im 18. Jh. | 36285195 | BW             |
| Großer Plan 23 52° 37′ 23″ N, 10° 4′ 51″ O                     | Seitenflügel                                | Zweigeschossiger Fachwerkbau, OG vorkragend auf profilierten Füllhölzern; einzelne Fenster mit Kloben erhalten. Errichtet 1691 (i). | 36285161 | BW             |
| Großer Plan 23 52° 37′ 23″ N, 10° 4′ 51″ O                     | Hinterhaus                                  | Zweigeschossiger Fachwerkbau mit Backsteinausfachung. OG vorkragend, mit profilierten Füllhölzern und Fußstreben, Tordurchfahrt. Errichtet 1691 (i). | 36285185 | BW             |
| Großer Plan 24 52° 37′ 22″ N, 10° 4′ 51″ O                     | Wohnhaus                                    | Giebelständiger zweigeschossiger Fachwerkbau mit Backsteinausfachung, unter ziegelgedecktem Satteldach. Fachwerk mit vier Vorkragungen, profilierte Füllhölzer, Schwellenunterkante mit Rundstab, Eckständer mit eingeschnittenen Säulen korinthischer Ordnung, Konstruktion mit Fußwinkelhölzern, Doppelständer im ersten OG. Errichtet 1677. | 34365759 |                |
| Großer Plan 24 52° 37′ 23″ N, 10° 4′ 51″ O                     | Seitenflügel                                | Zweigeschossiger Fachwerkbau mit Backsteinausfachung, unter ziegelgedecktem Satteldach. Kreuzstockfenster mit Kloben erhalten. Errichtet um 1700, eventuell zeitgleich mit dem Vordergebäude. | 36301221 | BW             |
| Großer Plan 24 52° 37′ 23″ N, 10° 4′ 51″ O                     | Hinterhaus                                  | Zweigeschossiger Fachwerkbau mit Backsteinausfachung, unter ziegelgedecktem Satteldach. Fachwerk mit halbhohen Streben. Errichtet 1931 als Werkstatt mit Durchfahrt. | 36301240 | BW             |
| Großer Plan 25 52° 37′ 22″ N, 10° 4′ 52″ O                     | Wohn-/ Geschäftshaus                        | Breiter traufständiger zweigeschossiger Fachwerkbau mit Backsteinausfachung, unter ziegelgedecktem Satteldach. Mit mittigem dreiachsigem Zwerchhaus, im Dreiecksgiebel liegendes Ovalfenster mit Schmuckumrahmung, seitlich je eine Gaube. Fassadenverkleidung im EG mit vorgeblendeten Steinplatten. Errichtet um 1750. | 34365807 |                |
| Großer Plan 25 52° 37′ 23″ N, 10° 4′ 52″ O                     | Hinterhaus                                  | Dreigeschossiger Fachwerkbau, unter ziegelgedecktem Pultdach, Fachwerk ohne Vorkragungen und mit Streben. Errichtet im 19. Jh. | 36927133 | BW             |
| Großer Plan 26 52° 37′ 22″ N, 10° 4′ 53″ O                     | Wohn-/ Geschäftshaus                        | Traufständiger dreigeschossiger Fachwerkbau mit Backsteinausfachung, unter ziegelgedecktem Satteldach. Mit mittigem Zwerchhaus. Erstes OG vorkragend über sichtbaren Balkenköpfen, profilierte Füllhölzer, Eckständer mit eingeschnittenen Säulen; zweites OG leicht vorkragend. Auch die Nordfassade kragt zweimal vor, mit viertelrunden Füllhölzern und Fußwinkelhölzern. Im Kern wohl nach dem Stadtbrand von 1668 und errichtet, zweites OG möglicherweise nachträglich aufgestockt. | 34365839 |                |
| Großer Plan 26 52° 37′ 23″ N, 10° 4′ 52″ O                     | Hinterhaus                                  | Zweigeschossiger Fachwerkbau unter ziegelgedecktem Pultdach. Fachwerk mit Fußwinkelhölzern; errichtet wohl im 18. Jh. | 36301289 | BW             |
| Großer Plan 27 52° 37′ 22″ N, 10° 4′ 53″ O                     | Wohn-/ Geschäftshaus                        | Das Gebäude gilt als das schmalste Haus in Celle, circa 3,40 Meter breit. Anstelle eines Vorgängerbaus 1956 (i) errichtet als dreigeschossiger, schmaler Bau, zwei Gefache breit, mit zwei Vorkragungen; Rückseite verputzt mit eingeschossigem Anbau; bauzeitliche Treppe erhalten. Inschrift: „KARL BORGWARDT. ANNO 1956“. | 34365864 |                |
| Großer Plan 27 52° 37′ 23″ N, 10° 4′ 53″ O                     | Hinterhaus                                  | Zweigeschossiger Fachwerkbau unter Flachdach. Einfaches Fachwerk mit Streben. Errichtet im 19. Jh. | 36927481 | BW             |
| Großer Plan 28 52° 37′ 22″ N, 10° 4′ 53″ O                     | Wohnhaus                                    | Giebelständiger zweigeschossiger Fachwerkbau mit Backsteinausfachung, unter ziegelgedecktem Satteldach. Fachwerk straßenseitig mit vier Vorkragungen, in beiden Geschossen Eckständer mit eingeschnittenen Rundsäulen; profilierte Balkenköpfe sowie Fußwinkelhölzer. Errichtet um 1675. | 34365889 |                |
| Großer Plan 28 52° 37′ 23″ N, 10° 4′ 53″ O                     | Seitenflügel                                | Zweigeschossiger Fachwerkbau mit Backsteinausfachung, unter ziegelgedecktem Satteldach. OG leicht vorkragend, Fachwerk mit Fußwinkelhölzern und Streben; Errichtet um 1700, möglicherweise zeitgleich mit Vorderhaus. | 34374299 | BW             |
| Großer Plan 29 52° 37′ 22″ N, 10° 4′ 54″ O                     | Wohnhaus                                    | Zweigeschossiger, giebelständiger Bau, 1968 nach Abriss des Vorgängerbaus (von 1668) durch den hannoverschen Architekten Dieter Oesterlen errichtet. Straßenfassade in Fachwerk mit backsteinsichtigen Ausfachungen, einzelne Bauteile des Vorgängerbaus in freier Komposition wieder verwendet. | 34365916 |                |
| Großer Plan 30 52° 37′ 23″ N, 10° 4′ 54″ O                     | Wohn-/ Geschäftshaus                        | Giebelständiger zweigeschossiger Fachwerkbau mit Backsteinausfachung, unter ziegelgedecktem Satteldach. Fachwerk fünf Gefache breit, zwei Vorkragungen. Errichtet im Kern um 1680; 1898 Verbreiterung durch Versetzen der östlichen Außenwand, dabei auch Änderung des Fachwerks im ersten OG. | 34365941 |                |
| Hehlentorstraße 6 52° 37′ 34″ N, 10° 4′ 53″ O                  | Wohn-/ Geschäftshaus                        | Zweigeschossiges Fachwerkgebäude mit Backsteinausfachung, unter ziegelgedecktem Satteldach. Mit zwei Zwerchhäusern in traufseitiger Dachfläche, das östliche mit Kranbalken. Errichtet um 1820. Fassadenerneuerung 1919 – 20 durch den hannoverschen Architekten Wilhelm Mackensen, dabei Zusammenlegung der beiden älteren Bauten (Hehlentorstraße 6 und Nordwall 64) zu einem Haus. 1926 Neugestaltung des Ladengeschäfts im EG mit großzügiger Schaufenstergestaltung durch den Celler Architekten Otto Haesler. | 34369672 |                |
| Hehlentorstraße 7 52° 37′ 34″ N, 10° 4′ 52″ O                  | Wohnhaus                                    | Giebelständiger zweigeschossiger Fachwerkbau mit Backsteinausfachung, unter ziegelgedecktem Satteldach. Einfaches Fachwerk, zweifach vorkragend; Giebel überformt. Errichtet im 18. Jh. | 34365966 |                |
| Hehlentorstraße 8 52° 37′ 33″ N, 10° 4′ 53″ O                  | Wohnhaus                                    | Vorderhaus einer langen schmalen Parzelle: Giebelständiger zweigeschossiger Fachwerkbau. Fachwerk gleichmäßig, straßenseitig mit zwei Vorkragungen. Errichtet in erster Hälfte 18. Jh. Im Inneren Gewölbekeller und barockes Treppenhaus erhalten. | 34365991 |                |
| Hehlentorstraße 8 52° 37′ 33″ N, 10° 4′ 53″ O                  | Seitenflügel                                | Dreigeschossiger Fachwerkbau unter ziegelgedecktem Satteldach. Errichtet wohl zeitgleich mit dem Vorderhaus. Im Inneren Gewölbekeller erhalten. | 35522581 | BW             |
| Hehlentorstraße 9 52° 37′ 33″ N, 10° 4′ 53″ O                  | Wohnhaus                                    | Vorderhaus einer historischen Altstadtparzelle: Traufständiges dreigeschossiges Fachwerkhaus mit Backsteinausfachung, unter ziegelgedecktem Satteldach; erbaut im Kern vermutlich im 18. Jh., mit prägenden Überformungen im 19. Jh. | 34366016 |                |
| Hehlentorstraße 9 52° 37′ 33″ N, 10° 4′ 53″ O                  | Nebengebäude                                | Viergeschossiges Fachwerkgebäude mit Backsteinausfachung, unter ziegelgedecktem Satteldach. Gebaut im 19. Jh. in gleicher Breite wie das Vorderhaus, jedoch mit um 90 Grad gedrehtem Dach über einem älteren Kellergewölbe. | 35522699 | BW             |
| Hehlentorstraße 9 52° 37′ 33″ N, 10° 4′ 53″ O                  | Seitenflügel                                | Ehemals Seitenflügel der Nr. 9: Zweigeschossiger Fachwerkbau, unter ziegelgedecktem Satteldach. Errichtet Mitte des 17. Jh., EG massiv überformt. Barocke Kreuzstockfenster erhalten. | 35522604 | BW             |
| Hehlentorstraße 10 52° 37′ 33″ N, 10° 4′ 53″ O                 | Wohn-/ Geschäftshaus                        | Traufständiger dreigeschossiger Massivbau mit geputzter Fassade, unter ziegelgedecktem Satteldach. Erbaut 1893 durch den Architekten W. Stelzer. 1975 mit Fachwerkfassade verblendet, 2005 Wiederherstellung der Massivfassade. | 34366041 |                |
| Hehlentorstraße 10 52° 37′ 33″ N, 10° 4′ 53″ O                 | Seitenflügel                                | Dreigeschossiger Fachwerkbau, unter ziegelgedecktem Satteldach. OG weit vorkragend, teilweise Bretterverkleidung. Errichtet im 19. Jh. | 35522800 | BW             |
| Hehlentorstraße 11 52° 37′ 33″ N, 10° 4′ 53″ O                 | Wohn- / Geschäftshaus                       | Traufständiger dreigeschossiger Fachwerkbau, unter ziegelgedecktem Satteldach. Gleichmäßiges Fachwerk mit Kreuzstreben. Errichtet 1893 (a) nach Brandschaden. | 34366066 |                |
| Hehlentorstraße 11 52° 37′ 33″ N, 10° 4′ 53″ O                 | Seitenflügel                                | Zweigeschossiges Fachwerkgebäude unter ziegelgedecktem Satteldach. | 35522847 | BW             |
| Hehlentorstraße 12 52° 37′ 33″ N, 10° 4′ 53″ O                 | Kaufhaus                                    | Traufständiger zweigeschossiger Fachwerkbau, 1904 (a) zu einem Kaufhaus mit großen Fensteröffnungen umgebaut. Alte Hauseingangstür erhalten. Im Inneren älterer Gewölbekeller erhalten, im ersten OG Türen der Zeit um 1800 sowie im EG gusseiserne Stützen und gefliestes Treppenhaus des Umbaus von 1904. | 34366091 |                |
| Hehlentorstraße 12 52° 37′ 33″ N, 10° 4′ 53″ O                 | Seitenflügel                                | Dreigeschossiges Fachwerkgebäude, unter ziegelgedecktem Pultdach. Errichtet wohl im 18. Jh. Im Inneren im zweiten OG historische Grundrisse und barocke Türen erhalten. | 35522974 | BW             |
| Hehlentorstraße 13 52° 37′ 32″ N, 10° 4′ 53″ O                 | Kaufhaus                                    | Dreigeschossiger Stahlbeton-Skelettbau mit Putzfassade, erbaut 1922 (a) als Kaufhaus J. H. Dreyer durch den Celler Architekten Otto Haesler, Figurenplastik 1960 entfernt. In östlicher Hoffassade teilweise alte Fenster erhalten, im Inneren zudem repräsentatives Treppenhaus mit Zier-Schnitzereien des Künstlers Ludwig Vierthaler. | 34366116 |                |
| Hehlentorstraße 14 52° 37′ 32″ N, 10° 4′ 52″ O                 | Wohn-/ Geschäftshaus                        | Traufständiges dreigeschossiges Backsteingebäude unter ziegelgedecktem Satteldach. Straßenfassade dreifach gegliedert, im EG mit durchlaufendem breitem Architrav, der von vier Atlanten getragen wird (mit Attributen für Handel, Handwerk, Industrie und Landwirtschaft). Die OG seitlich mit zwei polygonalen und mittig mit einem vierzonigen mit Holzvertäfelung in der Zwischenzone. Rückwärtige Fassade schlicht, zwei Seitenflügel nach Westen. Erbaut 1909 (a) für Freidberg durch den Celler Architekten Otto Haesler, 1914 noch einmal überarbeitet. | 34366143 |                |
| Hehlentorstraße 15 52° 37′ 33″ N, 10° 4′ 52″ O                 | Wohn-/ Geschäftshaus                        | Giebelständiges zweigeschossiges Fachwerkgebäude mit Backsteinausfachung, unter ziegelgedecktem Satteldach. Asymmetrische Gliederung der Straßenfassade mit Fußhölzern, dreifach vorkragend über schlichten Balkenköpfen und Füllhölzern, mit Firstknauf, Schwelle mit Perlstabornament. Errichtet Ende des 17. Jh. | 34366168 |                |
| Hehlentorstraße 15 52° 37′ 33″ N, 10° 4′ 51″ O                 | Seitenflügel                                | Zweigeschossiger Fachwerkbau mit Backsteinausfachung, unter ziegelgedecktem Satteldach. OG mit weiter Vorkragung; Fachwerk mit Kopfbändern. Im Inneren Gewölbekeller erhalten. Errichtet vermutlich gemeinsam mit dem Vorderhaus. | 36378312 | BW             |
| Hehlentorstraße 15 52° 37′ 33″ N, 10° 4′ 50″ O                 | Stall                                       | Eingeschossiger Massivbau in Backstein, unter ziegelgedecktem Satteldach. Erbaut 1912 (a). | 36378340 | BW             |
| Hehlentorstraße 16 52° 37′ 33″ N, 10° 4′ 52″ O                 | Wohnhaus                                    | Giebelständiger zweigeschossiger Fachwerkbau mit Backsteinausfachung, unter ziegelgedecktem Satteldach. Straßenfassade dreifach vorkragend, im Giebel mit Kranenbalken. Errichtet im Kern um 1700, Nutzung für die Kornbrennerei Burwitz ab 1806 (i). | 34366193 |                |
| Hehlentorstraße 16 52° 37′ 33″ N, 10° 4′ 51″ O                 | Seitenflügel                                | Östlicher Seitenflügel: dreigeschossiger Fachwerkbau mit Backsteinausfachung, unter ziegelgedecktem Satteldach. Fachwerk drei Gefache lang, beidseitige Fußhölzer; OG vorkragend über Taubandknaggen, Schwelle mit horizontalen Rillen. Errichtet um 1600. | 36378587 | BW             |
| Hehlentorstraße 16 52° 37′ 33″ N, 10° 4′ 51″ O                 | Seitenflügel                                | Westlicher Seitenfügel: dreigeschossiger Fachwerkbau mit Backsteinausfachung, unter ziegelgedecktem Satteldach. Fachwerk fünf Gefache lang, mit breiten Fußbändern, Rundhölzer als Füllhölzer, Schwelle mit Inschrift. Errichtet im 17. Jh. | 36379151 | BW             |
| Hehlentorstraße 17 52° 37′ 33″ N, 10° 4′ 52″ O                 | Wohnhaus                                    | Traufständiges dreigeschossiges Fachwerkgebäude. Fachwerk mit breiten Eckständern und in Doppelstielkonstruktion; Fassade vierfach vorkragend, mit paarweise angeordneten Balkenköpfen, im Giebel Kranbalken und Giebelknauf. Errichtet um 1750. | 34366218 |                |
| Hehlentorstraße 18/19 52° 37′ 34″ N, 10° 4′ 51″ O              | Wohnhaus                                    | Traufständiger viergeschossiger Fachwerkbau mit Backsteinausfachung. Im Kern vermutlich 18. Jh., 1904 und 1924 jeweils mit unterschiedlichen Fachwerkformen aufgestockt. | 36379329 |                |
| Hehlentorstraße 20 52° 37′ 34″ N, 10° 4′ 51″ O                 | Wohn-/ Geschäftshaus                        | Giebelständiges zweigeschossiges Fachwerkgebäude mit Backsteinausfachung, unter ziegelgedecktem Satteldach. Ungleichmäßiges Fachwerk. Nach Osten und Norden bildet sich das vergleichsweise niedrige OG ab, das giebelseitig im Süden einen älteren Teil mit Laubstabornament auf der Schwelle, beidseitigen Fußbändern, auf Höhe der Brüstungsriegel verzierten Ständern und Taubandkanggen der Zeit um 1570 aufweist und im nördlichen inschriftlich datiert zwischen 1656 und 1672 erneuert wurde. Mehrfache giebelseitige Vorkragung. Im Inneren aufwändiges Treppenhaus mit Korkenzieherbaluster und Schippenbändern erhalten. | 34366270 |                |
| Hehlentorstraße 20 52° 37′ 34″ N, 10° 4′ 51″ O                 | Wohn-/ Geschäftshaus                        | Zum Weißen Wall traufständiger zweigeschossiger Fachwerkbau, 1958 für eine Passagennutzung umgebaut. 1969 Passage zurückgebaut, EG massiv erneuert. | 36379976 | BW             |
| Hehlentorstraße 20 52° 37′ 34″ N, 10° 4′ 50″ O                 | Seitenflügel                                | Zweigeschossiger langgestreckter Fachwerkbau, unter Satteldach in Ziegeldeckung. Fachwerk im OG teilweise mit Streben, in Südfassade über Knaggen vorkragend; errichtet wohl Mitte des 17. Jh; westliche Giebelwand und EG massiv erneuert. | 36380007 | BW             |
| Kalandgasse 2 52° 37′ 28″ N, 10° 4′ 49″ O                      | Ehemalige Lateinschule                      | Dreigeschossiger traufständiger Fachwerkbau mit Backsteinausfachungen, unter ziegelgedecktem Satteldach; mit zweigeschossigem Zwerchhaus in der straßeseitigen Dachfläche. Fachwerk mit Fußwinkelhölzern, reichen Schnitzereien und Inschriften. Errichtet 1601 – 03 durch Ratszimmermeister Gudehus als Teil der städtischen Lateinschule mit Lehrerwohnung. Drittes OG vermutlich später ergänzt. | 34366296 |                |
| Kalandgasse 3 52° 37′ 28″ N, 10° 4′ 49″ O                      | Ehemalige Lateinschule                      | Traufständiger zweigeschossiger Fachwerkbau mit Backsteinausfachung, unter ziegelgedecktem Satteldach. Fachwerk mit Fußwinkelhölzern, reichen Schnitzereien und Inschriften. Errichtet 1601 – 03 durch Ratszimmermeister Gudehus als Wohnsitz des Kantors der Celler Lateinschule. | 37055102 |                |
| Kalandgasse 4 52° 37′ 29″ N, 10° 4′ 49″ O                      | Ehemalige Lateinschule                      | Traufständiger zweigeschossiger Fachwerkbau mit Backsteinausfachung, unter ziegelgedecktem Satteldach. Fachwerk mit Fußwinkelhölzern, reichen Schnitzereien und Inschriften. Errichtet 1601–03 durch Ratszimmermeister Gudehus als Wohnsitz des Konrektors der Celler Lateinschule. | 36788422 |                |
| Kalandgasse 5 52° 37′ 29″ N, 10° 4′ 49″ O                      | Ehemalige Lateinschule                      | Traufständiger dreigeschossiger Fachwerkbau mit Backsteinausfachung, unter ziegelgedecktem Satteldach. Fachwerk mit zwei Vorkragungen, Fußwinkelhölzern, Vorhangbogenfenstern und reichen Schnitzereien; Schwellenunterkanten gefachweise gekehlt; Beschlagwerk- und Blattrankenornamente auf Ständerfüßen und Fußhölzern. Errichtet durch Ratszimmermeister Gudehus 1601 – 03 als Teil der städtischen Lateinschule, in Nr. 5 waren Schulräume untergebracht. Eingangstür von 1820. | 36788441 |                |
| Kalandgasse 6 52° 37′ 29″ N, 10° 4′ 49″ O                      | Ehemalige Lateinschule                      | Traufständiges, dreigeschossiges Wohnhaus, Fachwerkbau mit reichen Schnitzereien, Fußwinkelhölzern, Gardinenbögen oberhalb der Gefache, Inschriften, Satteldach, errichtet 1601 – 1603 als Wohnsitz des Rektors und somit als Teil einer Gruppe von fünf Fachwerkbauten, die als städtische Lateinschule und Lehrerwohnung durch Ratszimmermeister Gudehus erbaut wurden. Ursprünglich zweigeschossig, nachträglich aufgestockt. | 36788466 |                |
| Kanzleistraße 1 52° 37′ 30″ N, 10° 4′ 47″ O                    | Gerichtsgebäude                             | Dreigeschossiger Massivbau über winkelförmigem Grundriss, unter Walmdach in Ziegeldeckung. Öffnungen streng übereinander liegend: Mit rustiziertem Sockelgeschoss und Rundbogenfenstern im Erdgeschoss; im ersten Obergeschoss mit dreifach gegliederten Fenstern und gestalteten Brüstungsfeldern; das zweite OG niedriger mit liegenden Rechteckfenstern. Erbaut 1851 als Erweiterung des Gerichtsgebäudes. | 36380200 |                |
| Kanzleistraße 1 – 4 52° 37′ 31″ N, 10° 4′ 48″ O                | Gerichtsgebäude                             | Dreigeschossiger Massivbau unter ziegelgedecktem Satteldach. Erbaut 1928/29 als östlicher Flügelanbau des Gerichtsgebäudes, Fassade dabei angepasst an das 1851 errichtete Gebäude im Westen: EG durch Gesims abgesetzt, Fenster der OG gerahmt. | 36380230 | BW             |
| Kanzleistraße 5 52° 37′ 31″ N, 10° 4′ 49″ O                    | Wohnhaus                                    | Giebelständiges zweigeschossiges Fachwerkgebäude mit Backsteinausfachung. Fachwerk dreiachsig gegliedert mit segmentbogigen Fenstern, im DG zweiachsiges Zwerchhaus mit Giebeldreieck. Errichtet um 1690, um 1800 Fassade überformt. | 34362096 |                |
| Kanzleistraße 5 52° 37′ 31″ N, 10° 4′ 49″ O                    | Seitenflügel                                | Zweigeschossiger langgestreckter Fachwerkbau mit Backsteinausfachung; hofseitig über hohem Sandsteinsockel; unter ziegelgedecktem Satteldach. In zwei Bauphasen errichtet im frühen und späten 19. Jh. | 36380472 | BW             |
| Kanzleistraße 5 52° 37′ 32″ N, 10° 4′ 49″ O                    | Hinterhaus                                  | Zweigeschossiger langgestreckter Fachwerkbau mit Backsteinausfachung; hofseitig über hohem Sandsteinsockel; Zwei- bis dreigeschossiger Fachwerkbau mit Backsteinausfachung, unter ungleichhüftigem Satteldach in Ziegeldeckung. Errichtet um 1800 im Zusammenhang mit den Vordergebäuden, später aufgestockt. | 36380492 | BW             |
| Kanzleistraße 6 52° 37′ 31″ N, 10° 4′ 50″ O                    | Wohnhaus                                    | Giebelständiges zweigeschossiges Fachwerkgebäude mit Backsteinausfachung, unter ziegelgedecktem Satteldach. Fachwerk fünfachsig, symmetrischer Aufbau, sehr gleichmäßig mit Fensterstielen; Profilbrett über den Balkenköpfen, geringe Vorkragungen. Mit Lastenausleger im Giebel. Errichtet erste Hälfte 18. Jh. | 34362122 |                |
| Kanzleistraße 6 52° 37′ 31″ N, 10° 4′ 50″ O                    | Seitenflügel                                | Dreigeschossiger Fachwerkbau, unter ziegelgedecktem Satteldach. OG vorkragend, dabei erstes OG mit weitem Überstand über geschnitzten Knaggen. Errichtet vermutlich zeitgleich mit Vorderhaus; zweites OG wohl nachträglich im 19. Jh. aufgestockt, dieses ist höher als das Vorderhaus. | 36380557 | BW             |
| Kanzleistraße 7 52° 37′ 31″ N, 10° 4′ 51″ O                    | Wohnhaus                                    | Traufständiges zweigeschossiges Fachwerkgebäude mit Backsteinausfachung, unter ziegelgedecktem Krüppelwalmdach. Mit Mittelrisalit mit vierachsigem Frontispitz, hier ein Rundbogenfenster im flachen Dreiecksgiebel, Giebelknauf. Westseitig eine ehemalige Durchfahrt. Balkenköpfe von Gesims verdeckt. Errichtet um 1740. | 34362147 |                |
| Kanzleistraße 7 52° 37′ 31″ N, 10° 4′ 51″ O                    | Seitenflügel                                | Zweigeschossiger Fachwerkbau mit Backsteinausfachung, unter ziegelgedecktem Satteldach. Kernbau von 1561 (i), mehrfach verändert. | 36380637 | BW             |
| Kanzleistraße 7 52° 37′ 32″ N, 10° 4′ 51″ O                    | Seitenflügel                                | Zweigeschossiger Fachwerkbau mit Backsteinausfachung, unter ziegelgedecktem Satteldach. Neun Gefache lang, Fachwerk mit beidseitigen Fußhölzern, Knaggen mit Karniesprofil und Diamantquader. Errichtet laut Datierung in der Schwelle 1611 (i). | 36380670 | BW             |
| Kanzleistraße 8 52° 37′ 31″ N, 10° 4′ 51″ O                    | Wohnhaus                                    | Giebelständiger zweigeschossiger Fachwerkbau mit Backsteinausfachung, unter Satteldach in Ziegeldeckung. Doppelstielfachwerk ohne sichtbare Balkenköpfe; im Giebel Kranbalken erhalten. Errichtet Mitte 18. Jh. Im Inneren in Backstein gemauerter Gewölbekeller (unter Vorderhaus und Seitenflügel) vorhanden. | 34362173 |                |
| Kanzleistraße 8 52° 37′ 32″ N, 10° 4′ 51″ O                    | Seitenflügel                                | Zweigeschossiger Fachwerkbau, unter Satteldach in Ziegeldeckung. Fachwerk mit Vorkragungen und Balkenköpfen zur Hofseite. Errichtet Mitte 17. Jh. Im Inneren einige Barocktüren mit kassettierten Füllungen und Spiralbändern erhalten. | 36380754 | BW             |
| Kanzleistraße 11 52° 37′ 30″ N, 10° 4′ 51″ O                   | Wohn-/ Geschäftshaus                        | Dreigeschossiger Massivbau in markanter Ecklage zwischen Kanzleistraße und Markt unter ziegelgedecktem Krüppelwalmdach. Im Kern Fachwerkbau von nach 1733, errichtet als Zollhaus. 1907 Umbau für Bankier H. Weyland nach Plänen des Celler Architekten W. Bleckmann mit Aufstockung um ein Fachwerk-Ziergeschoss sowie Anbau eines zweigeschossigen Schmuckerkers nach Norden, Fertigstellung 1908 (i). Im Inneren alter Gewölbekeller vom Vorgängerbau erhalten. | 34362223 |                |
| Kanzleistraße 13 52° 37′ 30″ N, 10° 4′ 50″ O                   | Wohnhaus                                    | Traufständiger zweigeschossiger Fachwerkbau mit Backsteinausfachung, unter ziegelgedecktem Mansarddach mit alten Ziergauben in den Traufseiten. Mit straßenseitigem Zwerchhaus und Dreiecksgiebel. Errichtet 1739 (i) nach dem Quartierbrand über Sandsteinsockel; siebenachsige Straßenfassade, Gesims zwischen Erd- und OG. Im Inneren Gewölbekeller erhalten. | 34362254 |                |
| Kanzleistraße 14 52° 37′ 30″ N, 10° 4′ 49″ O                   | Wohnhaus                                    | Zweigeschossiger Fachwerkbau auf Eckgrundstück, giebelständig zur Kanzleistraße, traufständig zur Kalandgasse; unter ziegelgedecktem Satteldach. Fachwerk mit Backsteinausfachung; zwei Vorkragungen mit reichen Schnitzereien an der Schwelle (Doppelrankenstab) und den Füllhölzern (ausgebildet als Schiffskehlen mit gedrehten Tauen); im Erker Fensteröffnungen mit Gardinenbogen und Tauband, Fußwinkelhölzer, Knaggenbündel an den Eckständern, Reste des Taubandornaments auf den Brüstungsriegeln, Giebelansicht mit Erker unter Pultdach (Rest einer ehemaligen Utlucht). Errichtet 1576 (i). | 34362284 |                |
| Kanzleistraße 15 52° 37′ 30″ N, 10° 4′ 48″ O                   | Lüneburger Landschaft / Verwaltungsgebäude  | Breiter traufständiger dreigeschossiger Fachwerkbau mit Backsteinausfachung, unter ziegelgedecktem Satteldach. Aufwändige Fachwerkkonstruktion mit Fußwinkelhölzern und Vorkragungen über profilierten Balkenköpfen; mit reichen Fachwerkverzierungen (Eierstab, Zahnschnitt, Beschlagwerk, an den Schwellenunterkanten Perlschnüre sowie Reihen von bunten Plättchen); eingeschnittene Eckständer mit Knaggenbündel. Im Kern von etwa 1580, wohl zeitgleich um 1700 durch zwei seitliche Ausluchten mit je drei Fensterachsen in Doppelständerkonstruktion (Gebälkzonen verkleidet) sowie durch das mittige Portal ergänzt. | 34362310 |                |
| Kanzleistraße 15 52° 37′ 29″ N, 10° 4′ 48″ O                   | Seitenflügel                                | Zweigeschossiger Fachwerkbau mit Backsteinausfachung, traufständig zu Kalandgasse, unter ziegelgedecktem Satteldach. Fachwerk mit weiter Vorkragung und reichen Verzierungen (Eierstab, Blattschuppen). Die Ausführung der Knaggen mit Karniesprofil entspricht denen des Vorderhauses, daher errichtet wohl ebenfalls um 1580. | 37124040 | BW             |
| Kleiner Plan 1 52° 37′ 25″ N, 10° 5′ 11″ O                     | Wohn-/ Geschäftshaus                        | Giebelständig zum Kleinen Plan, traufständig entlang der Altencellertorstraße | 34362341 |                |
| Kleiner Plan 1 52° 37′ 25″ N, 10° 5′ 10″ O                     | Wohn-/ Geschäftshaus                        | Aus zwei Teilen bestehendes Eckgebäude. Nördlicher Teil in Fachwerk mit Backsteinausfachung, dreigeschossig, traufständig zur Altencellertorstraße, unter Satteldach. Geschossweise Vorkragungen, Gebälkzonen verkleidet, einzelne Fußwinkelhölzer, Giebelknauf. Teil eines Reihenhauses zusammen mit Altencellertorstraße 8 und 9, ursprünglich als großes Einzelhaus an der südlichen Platzseite der Stechbahn (Stechbahn 12); bei der Translozierung 1885 teilweise verändert und in drei Nutzungseinheiten geteilt. Südwestlicher Teil massiv, dreigeschossig, traufständig zum Kleinen Plan, unter Satteldach; 1885 zusammen mit der Umsetzung des Fachwerkbaus neu errichtet; enthält die gemeinsame Erschließung der beiden Gebäudeteile. | 36974604 |                |
| Kleiner Plan 2 52° 37′ 25″ N, 10° 5′ 10″ O                     | Spritzenhaus                                | Traufständiger zweigeschossiger Fachwerkbau mit Backsteinausfachung, unter ziegelgedecktem Satteldach. Errichtet 1836 als nördlicher Teil des Spritzenhauses, bis 1923 Nutzung als Feuerwehr. OG nachträglich aufgesetzt. Rückwärtige Ostfassade in Backstein. Es sollen noch Reste der ehemaligen Stadtmauer bzw. des befestigten Stadtwalls an der Rückseite des Gebäudes erhalten sein. | 34362366 |                |
| Kleiner Plan 3 52° 37′ 24″ N, 10° 5′ 10″ O                     | Wohnhaus                                    | Traufständiger dreigeschossiger (bis 1976 viergeschossiger) Fachwerkbau mit Backsteinausfachung, unter ziegelgedecktem Satteldach. Symmetrisches Fachwerkgerüst mit engstehenden Ständern, Gebälkzonen verkleidet. Im Inneren Gewölbekeller erhalten. Hoffassade in den beiden unteren Geschossen massiv ausgeführt mit Lisenen und segmentbogigen Fensteröffnungen, im zweiten OG schlichtes Fachwerk. Errichtet wohl erste Hälfte 19. Jh. als Teil des nebenliegenden Spritzenhauses, Jahr der möglicherweise späteren Aufstockung unklar. Es sollen noch Reste der ehemaligen Stadtmauer bzw. des befestigten Stadtwalls an der Rückseite des Gebäudes erhalten sein. | 34362394 |                |
| Kleiner Plan 4 52° 37′ 24″ N, 10° 5′ 9″ O                      | Wohnhaus                                    | Zweigeschossiger Eckbau in städtebaulich bedeutsamer Lage, zum Kleinen Plan giebelständig, zur Bergstraße traufständig mit großem Zwerchhaus; in beiden Seiten je vier Vorkragungen, Fachwerk mit längeren Streben und Fußstreben, die die Ständer nur auf einer Seite stützen. Errichtet 1725 (i). | 34362420 |                |
| Kleiner Plan 5 52° 37′ 24″ N, 10° 5′ 9″ O                      | Wohnhaus                                    | Schmaler giebelständiger dreigeschossiger Fachwerkbau, unter ziegelgedecktem Satteldach. Errichtet 1674 (i) als traufständiger zweigeschossiger Bau mit drei Fach breitem Zwerchhaus, welches 1876 als drittes OG mit darauf sitzendem Giebel ausgebaut wurde. Fachwerk in Straßenfassade dreifach vorkragend; Konstruktion mit Fußwinkelhölzern, Auskragung des ersten OG auf geschwungenen Knaggen, Schwellenunterkante mit „Perlen“ besetzt, Füllhölzer mehrfach profiliert mit feinem Schuppenornament; auf dem Sturzriegel über der barocken Haustür von Ranken eingefasste Inschrift JOHAN SCHVNNEMAN ANNO 1674 DOROTHEA PAPEN. Rückseite traufständig und zweigeschossig erhalten. | 34362449 |                |
| Kleiner Plan 5 52° 37′ 24″ N, 10° 5′ 8″ O                      | Seitenflügel                                | Zweigeschossiger Fachwerkbau mit Backsteinausfachungen, unter ziegelgedecktem Satteldach. OG vorkragend, gerundete Füllhölzer, Schwellenunterkante mit Fase; Fußwinkelhölzer. Errichtet vermutlich zeitgleich mit dem Vorderhaus. | 36181871 | BW             |
| Kleiner Plan 6 52° 37′ 25″ N, 10° 5′ 9″ O                      | Wohnhaus                                    | Dreigeschossiger traufständiger Fachwerkbau mit Backsteinausfachung, unter pfannengedecktem Satteldach. Fachwerk straßenseitig vier Fach breit. Errichtet 1636 (i) als zweigeschossiger traufständiger Bau mit Zwerchhaus, das 1895 (a) abgerissen wurde und durch ein zweites OG ersetzt. Fachwerk zweimal vorkragend, untere Vorkragung mit Knaggen, jedoch Balkenköpfe und Ständer nicht einander zugeordnet, Schwellenunterkante mit Perlstab bzw. Schuppenornament, Inschrift der unteren Schwelle TONNIES V. DER EICHEN ANNA WOLERS. WOL GOT VORTRVWET DER HAT WOL GEBVWET. 1636. | 34362475 |                |
| Kleiner Plan 7 52° 37′ 25″ N, 10° 5′ 9″ O                      | Wohn-/ Geschäftshaus                        | Zweigeschossiger giebelständiger Fachwerkbau mit Backsteinausfachung, unter ziegelgedecktem Satteldach. Errichtet um 1540 mit seitlicher Durchfahrt und drei Vorkragungen; Gebälkzonen jeweils verbrettert, oberste Vorkragung mit Taubandknaggen, Schwelle mit Treppenfries, Fachwerk mit Fußwinkelhölzern; niedrige Geschosshöhen, ehemalige Ladeluke sowie Aufzugsbalken mit Seilrolle erhalten. Von der ursprünglichen Inschrift nur noch die Wörter „ANNO DOMI“ zu lesen, die Jahreszahl ist durch den 1602 (i) am nördlichen Teil der Ostfassade angefügten Fachwerkerker mit Satteldach verdeckt; Fachwerk hier mit Andreaskreuzen, Schwelle mit Beschlagwerk und Inschrift EGGELING PROVE - ANNO 1602 (die heutige Übermalung suggeriert fälschlicherweise „1662“. Im Inneren Gewölbekeller erhalten. | 34362504 |                |
| Kleiner Plan 7 52° 37′ 25″ N, 10° 5′ 8″ O                      | Seitenflügel                                | Zweigeschossiger Fachwerkbau mit Backsteinausfachung, unter ziegelgedecktem Satteldach. Nur drei Gefache breit, Fachwerk mit zwei Vorkragungen; Fußstreben, teilweise (gotische) Knaggen mit Querprofilen. Errichtet vermutlich zeitgleich mit Vorderhaus. | 36181928 | BW             |
| Kleiner Plan 8 52° 37′ 25″ N, 10° 5′ 9″ O                      | Wohnhaus                                    | Traufständiger, breiter, zweigeschossiger Fachwerkbau mit Backsteinaufachung, unter ziegelgedecktem Satteldach. Mit mittigem breitem Zwerchhaus straßenseitig. Vollständig symmetrische Gestaltung des Fachwerks in der Straßenfassade mit Doppelständern und einseitigen Fußstreben. Im Inneren Gewölbekeller erhalten, ebenso Teile der barocken Treppe. Errichtet um 1750. | 34362530 |                |